# História da violência contra pessoas LGBTQ nos Estados Unidos

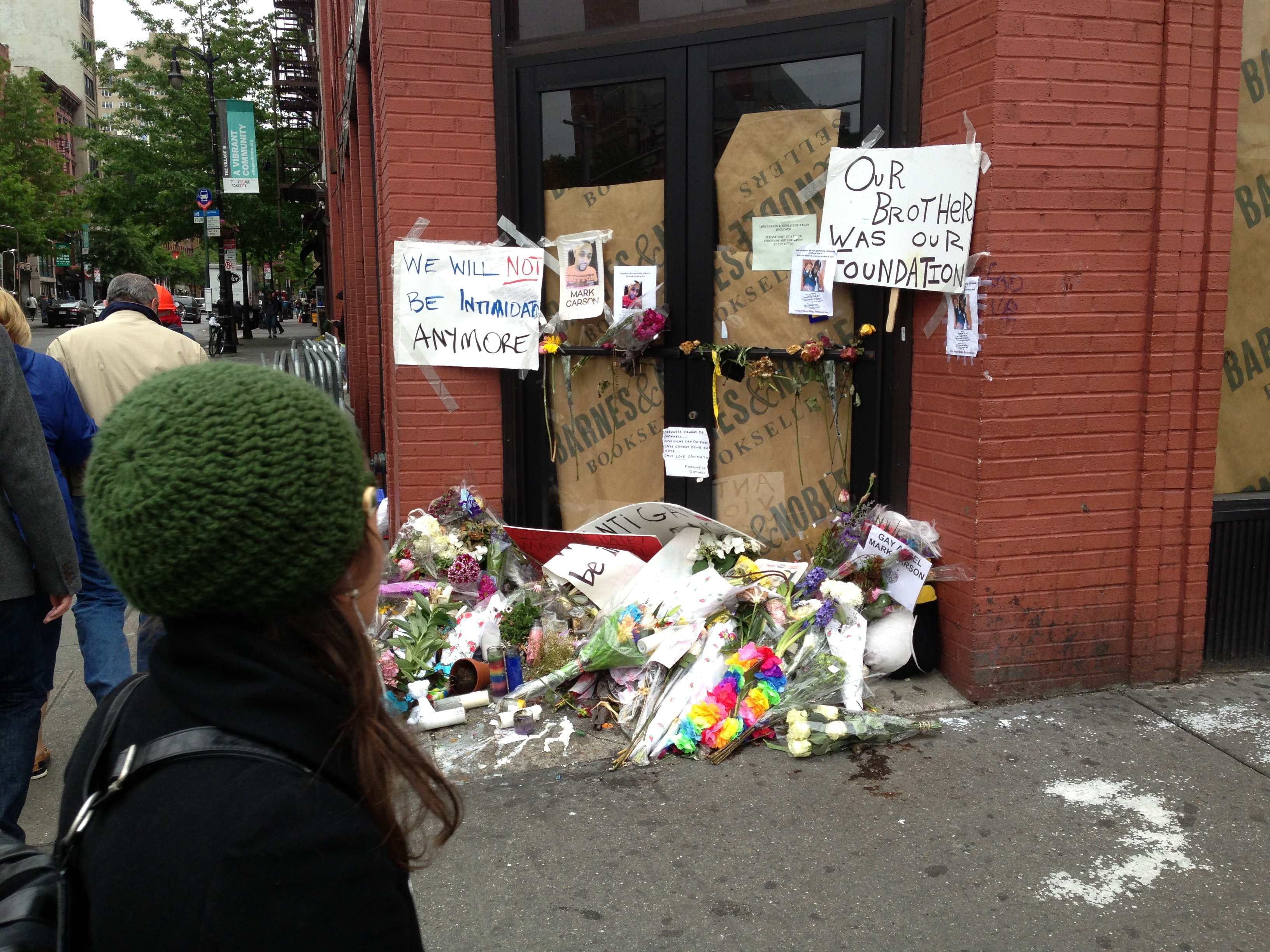
Memorial em maio de 2013 no local onde Mark Carson, um homem gay negro de 32 anos, foi baleado e morto por outro homem que o perseguiu e provocou, junto com um amigo, enquanto caminhavam por uma rua no Greenwich Village, em Nova York.

A história da violência contra pessoas LGBTQ nos Estados Unidos abrange ataques a homens gays, lésbicas, bissexuais e indivíduos transgênero, além das respostas legais a tais atos de violência e das estatísticas de crimes de ódio no país. Acredita-se que as vítimas desses atos de violência violem normas heteronormativas e contravenham protocolos percebidos de gênero e papéis sexuais. Pessoas percebidas como LGBTQ também podem ser alvos de violência. A violência também pode ocorrer em relacionamentos entre casais do mesmo sexo, com estatísticas indicando que a violência entre casais femininos do mesmo sexo é mais comum do que em casais de sexos opostos, enquanto a violência entre casais masculinos do mesmo sexo é menos frequente.
Por décadas, a comunidade LGBTQ nos Estados Unidos [en] tem sofrido violência significativa. Desde a Revolta de Stonewall de 1969, que contestou uma das muitas batidas policiais em bares gays e mudou o objetivo dos ativistas pelos direitos LGBTQ de assimilação para aceitação, houve inúmeros casos relatados e não relatados de violência contra pessoas LGBTQ no país. A cada ano, dezenas de indivíduos transgênero e não conformes com normas de gênero são assassinados nos Estados Unidos, com uma prevalência particular de assassinatos de mulheres trans negras. Os ataques contra pessoas LGBTQ geralmente se baseiam na ideia de que há uma maneira "normal" de viver, que abrange todas as expressões, desejos, comportamentos e papéis associados ao gênero atribuído ao nascimento, conceitos conhecidos como heteronormatividade e cisnormatividade. Com o tempo, o número desses atos de violência aumentou significativamente, seja por mudanças nas visões religiosas e políticas, maior visibilidade da comunidade ou outros fatores. Protestos políticos têm buscado penas mais severas para esses crimes.
Um crime de ódio é definido como a vitimização de indivíduos com base em sua raça, etnia ou origem nacional, orientação sexual, religião, gênero, identidade de gênero ou deficiência, sejam elas reais ou percebidas. Crimes de ódio contra pessoas LGBTQ frequentemente ocorrem devido a atitudes homofóbicas ou transfóbicas. Atos de violência motivados pela sexualidade percebida das vítimas podem ser psicológicos ou físicos e incluir assassinato. Esses atos podem ser impulsionados por vieses culturais, religiosos ou políticos. Vítimas de violência que são tanto LGBTQ quanto pessoas de cor podem ter dificuldade em distinguir se a violência foi motivada por sua sexualidade ou identidade de gênero ou se o racismo também desempenhou um papel significativo. Uma abordagem interseccional examinaria como essas formas de discriminação se combinam de maneira única.
Os Estados Unidos aprovaram a Lei de Estatísticas de Crimes de Ódio (P.L. 101–275) para desenvolver uma abordagem sistemática para documentar e compreender crimes de ódio contra pessoas LGBTQ no país. O Federal Bureau of Investigation (FBI) também implementou um programa de coleta de dados, integrando-o ao seu programa de Relatórios Uniformes de Crimes (UCR) e ao Sistema Nacional de Relatórios Baseados em Incidentes [en] (NIBRS).

## Estatísticas federais de crimes de ódio
Em 2014, o Federal Bureau of Investigation (FBI) relatou que 20,8% dos crimes de ódio reportados à polícia em 2013 foram motivados por orientação sexual. Destes, 61% dos ataques foram contra homens gays. Além disso, 0,5% de todos os crimes de ódio foram baseados em identidade de gênero percebida. Em 2004, o FBI informou que 14% dos crimes de ódio devido à orientação sexual percebida foram contra lésbicas, 2% contra heterossexuais e 1% contra bissexuais.
O FBI relatou que, em 2006, os crimes de ódio contra pessoas gays aumentaram de 14% em 2005 para 16%, como percentual do total de crimes de ódio documentados nos EUA. O relatório anual de 2006, publicado em 19 de novembro de 2007, também indicou que os crimes de ódio baseados em orientação sexual são o terceiro tipo mais comum, atrás de raça e religião. Em 2008, 17,6% dos crimes de ódio foram motivados pela orientação sexual percebida da vítima. Destes crimes, 72,23% eram de natureza violenta. Foram registrados 4.704 crimes por preconceito racial e 1.617 por orientação sexual. Desses, apenas um assassinato e um estupro forçado foram motivados por preconceito racial, enquanto cinco assassinatos e seis estupros foram cometidos por motivação relacionada à orientação sexual.
O Condado de Santa Clara, na Califórnia, relatou, por meio do Promotor de Justiça Adjunto (DDA) Jay Boyarsky, um aumento nos crimes de ódio contra gays, de 3 em 2007 para 14 em 2008, atribuído à controvérsia sobre a Proposição 8. No entanto, o DDA alertou contra interpretações precipitadas de amostras estatísticas pequenas, observando que a grande maioria dos incidentes de ódio não é encaminhada ao escritório do Promotor de Justiça.
Em 2011, o FBI reportou 1.572 vítimas de crimes de ódio motivados por preconceito contra orientação sexual, representando 20,4% do total de crimes de ódio naquele ano. Das vítimas totais, 56,7% foram alvos de preconceito contra homossexuais masculinos, 29,6% por preconceito contra homossexuais em geral e 11,1% por preconceito contra homossexuais femininas. É importante notar, contudo, que nem todos os crimes de ódio são reportados às autoridades. Um relatório do Bureau of Justice Statistics de 2017 reconheceu que a maioria dos 250.000 crimes de ódio conhecidos entre 2004 e 2015 não foi denunciada à polícia.
Os Estados Unidos, no entanto, não tornam obrigatória a denúncia de crimes de ódio, o que significa que os dados coletados pelo FBI ao longo dos anos não representam com precisão o número real de crimes de ódio contra americanos LGBTQ. Organizações comunitárias de combate à violência são extremamente valiosas para relatar ou coletar estatísticas sobre crimes de ódio.
Nos últimos anos, a violência contra pessoas LGBTQ tem aumentado nos Estados Unidos. O maior ato de violência ocorreu em Orlando, quando Omar Mateen atacou a boate Pulse, matando 49 pessoas e ferindo outras 53. Esse foi não apenas o maior ataque contra pessoas LGBTQ, mas também um dos maiores tiroteios em massa na história dos Estados Unidos. Até junho de 2018, o FBI optou por não classificar o incidente como um crime de ódio contra gays, pois evidências sugeriam que Mateen havia explorado vários alvos antes de escolher a Pulse e não sabia que era uma boate gay. Em 2016, 28 americanos que se identificavam como LGBTQ foram mortos. Os Estados Unidos aprovaram legislações para combater o aumento da violência contra pessoas LGBTQ. No final dos anos 1990, a Lei de Estatísticas de Crimes de Ódio (P.L. 101–275) foi aprovada para prevenir crimes de ódio e aumentar as penas para seus perpetradores. Embora essa lei tenha sido aprovada há mais de 20 anos, muitos policiais locais não recebem treinamento para identificar crimes de ódio baseados em preferência sexual. Em 2009, a Lei de Prevenção de Crimes de Ódio Matthew Shepard e James Byrd Jr. [en] foi aprovada, adicionando gênero, orientação sexual, identidade de gênero e deficiência à legislação federal de crimes de ódio.

## Medidas para combater a violência contra pessoas LGBTQ
Diversas organizações foram criadas ao longo dos anos para educar sobre a violência contra pessoas LGBTQ ou prevenir tais atos. A Lambda Legal é uma organização voltada para a proteção dos direitos civis, enquanto o True Colors Fund e a Human Rights Campaign focam em ajudar jovens LGBTQ em situação de rua a obter assistência médica, moradia e educação. Há organizações em todo os Estados Unidos dedicadas a fornecer apoio a pessoas LGBTQ, como a Coalizão Nacional de Programas Anti-Violência.

## Efeitos da violência contra pessoas LGBTQ
A violência contra pessoas LGBTQ gera diversos impactos tanto na saúde psicológica ou saúde mental quanto na saúde física. Atos violentos, incluindo abuso doméstico e sexual, contra a comunidade LGBTQ podem levar a depressão, transtorno de estresse pós-traumático (TEPT), comportamentos suicidas ou traumas. Segundo os autores do artigo "The Effects of Polyvictimization on Mental and Physical Health Outcomes in an LGBTQ Sample", muitas pessoas, especialmente LGBTQ, sofrem os efeitos da violência anti-LGBTQ: "Embora resultados adversos possam decorrer de diversos tipos de exposição a traumas, a experiência de trauma ou violência interpessoal é particularmente prejudicial em comparação com traumas não interpessoais, e indivíduos com histórico de trauma interpessoal têm maior risco de desenvolver condições psiquiátricas, incluindo transtorno de estresse pós-traumático (TEPT), depressão, dissociação e problemas de uso de substâncias."
Os crimes de ódio também afetam a saúde física das pessoas LGBTQ. Vítimas de violência anti-LGBTQ podem evitar manter seu estilo de vida anterior. Segundo os autores do artigo "Psychological Sequelae of Hate-Crime Victimization Among Lesbian, Gay, and Bisexual Adults", a recuperação da violência leva tempo. Durante o experimento, observaram que o sofrimento psicológico aumenta em pessoas que sofreram violência nos últimos dois anos. Aqueles vitimizados há mais de dois anos apresentavam mais problemas mentais, incluindo depressão, ansiedade, trauma e outros: "Isso também pode aumentar o tempo necessário para a recuperação de um crime de ódio. Em análises pós-hoc dos níveis de sofrimento conforme o ano da vitimização, observamos que os respondentes tendiam a manifestar sofrimento psicológico elevado se a vitimização mais recente tivesse ocorrido nos últimos dois anos. Entre os respondentes vitimizados de três a cinco anos antes, as vítimas de crimes de ódio apresentavam mais sintomas de depressão, ansiedade, raiva e estresse traumático do que vítimas de crimes não motivados por preconceito."
A violência contra pessoas LGBTQ não exclui jovens. Jovens LGBTQ podem enfrentar violência ou rejeição na escola ou por parte da família. Por exemplo, o estudo "Family violence against gay and lesbian adolescents and young people: a qualitative study" destaca que as reações familiares à saída do armário de jovens foram violentas. Isso também afeta a saúde e a qualidade de vida da pessoa. O autor descreve como a violência familiar contra jovens LGBTQ os impacta: "Estudos mostram que a rejeição e a violência familiar durante o processo de saída do armário e a falta de suporte social têm um impacto direto na saúde de adolescentes e jovens homossexuais, com consequências como: isolamento social, depressão, ideação e tentativa de suicídio, baixo desempenho, baixa autoestima, maior exposição social e aumento da homofobia internalizada."

## Incidentes de violência contra pessoas LGBTQ
A seguir, uma lista de pessoas LGBTQ que foram vítimas de violência. Para muitas, há evidências de que o ataque estava relacionado à sua identidade LGBTQ, mas para outras, não há documentação que conecte sua identidade aos ataques.

### Antes de 1969
- 28 de setembro de 1958 – Fernando Rios [en], um homem gay de Cidade do México que liderava um grupo turístico em Nova Orleans, foi morto por um grupo de três estudantes universitários após sair do Cafe Lafitte in Exile, um bar gay no Bairro Francês. Ele deixou o bar com John Farrell, um dos estudantes, e foi levado a um beco, onde Farrell, com a presença dos outros dois estudantes, o agrediu. Rios faleceu no mesmo dia.[27]

### 1969–1979
- 9 de março de 1969 – Howard Efland, um homem gay que se registrou no Dover Hotel em Los Angeles sob o pseudônimo J. McCann, foi espancado até a morte por policiais do Departamento de Polícia de Los Angeles.[28]
- 28 de junho de 1969 – Na madrugada, a polícia invadiu o bar gay Stonewall Inn, localizado no bairro de Greenwich Village, em Manhattan, Nova York. Esse evento desencadeou as Revolta de Stonewall, uma série de manifestações de membros da comunidade LGBTQ.[29]
- 24 de junho de 1973 – Um incendiário ateou fogo ao UpStairs Lounge [en], um bar gay em Nova Orleans, matando 32 pessoas.[30]
- 8 de maio de 1977 – Padre Jim Brown, um sacerdote episcopal de 50 anos, foi atacado por dois jovens gritando insultos homofóbicos logo fora do Distrito de Castro, em São Francisco. Ele caminhava com Douglass McKinney quando os dois adolescentes se aproximaram, proferindo comentários obscenos anti-gays antes de agredir fisicamente McKinney e Brown por cerca de quatro minutos. Nem Brown nem McKinney usavam vestes clericais. As lesões de Brown exigiram cirurgia plástica, pois sua maçã do rosto esquerda foi fraturada em três lugares; McKinney ficou gravemente machucado, mas não precisou de cirurgia.[31]
- 21 de junho de 1977 – Robert Hillsborough [en] foi esfaqueado até a morte em São Francisco por um homem que gritava insultos homofóbicos.[32]
- 5 de julho de 1978 – Uma gangue de jovens armados com tacos de beisebol e galhos de árvores agrediu vários homens em uma área do Central Park, em Nova York, conhecida por ser frequentada por homossexuais. As vítimas foram atacadas aleatoriamente, mas os agressores confessaram posteriormente que foram ao parque com a intenção deliberada de atacar homossexuais. Um dos feridos foi o ex-patinador artístico Dick Button, que foi agredido enquanto assistia a uma queima de fogos no parque.[33]
- 27 de novembro de 1978 – O supervisor municipal abertamente gay de São Francisco, Harvey Milk, e o prefeito George Moscone, foram  assassinados pelo rival político Dan White na prefeitura de São Francisco. A indignação pelos assassinatos e pela curta sentença dada a White (sete anos) desencadeou os distúrbios da Noite Branca [en].[34]
- Janeiro de 1979 – Tennessee Williams foi espancado por cinco adolescentes em Key West. Ele escapou de ferimentos graves. O episódio fez parte de uma onda de violência anti-gay inspirada por um anúncio anti-gay publicado em um jornal local por um ministro Batista.[35]
- 5 de junho de 1979 – Terry Knudsen foi espancado até a morte por três homens no Loring Park, em Minneapolis, Minnesota.[36]
- 7 de setembro de 1979 – Robert Van Dyke foi esfaqueado até a morte perto do Loring Park, em Minneapolis. Um repórter local entrevistou o assassino na prisão, que declarou: “Eu não gosto de gays. Tá bom?”[36]
- 8 de outubro de 1979 – Stephen Charles Moore, de 17 anos, de Newark, Nova Jersey, foi espancado, baleado e abandonado para morrer no Wolfe's Pond Park, em Staten Island, por Robert DeLicio, Costabile "Gus" Farace, o primo de Farace, Mark Granato, e David Spoto. Eles também agrediram o amigo de Charles, Thomas Moore, de 16 anos, de Brooklyn. Thomas ficou gravemente ferido, mas conseguiu buscar ajuda em uma residência próxima. Ele identificou os quatro homens em uma sessão de reconhecimento quatro dias após o incidente. Farace, o líder do ataque, declarou-se culpado de homicídio culposo em primeiro grau e foi libertado após oito anos, em 1988. Ele próprio foi assassinado em 17 de novembro de 1989.[37]

### 1980–1989
- 7 de outubro de 1981 – Diane Delia, uma mulher transgênero e artista drag queen, foi assassinada pelo marido e pelo amante dela.[38]
- 1982 – Rick Hunter e John Hanson foram espancados pela polícia de Minneapolis em 1º de janeiro de 1982, fora do Y'all Saloon. Funcionários da sala de emergência do Hospital do Condado de Hennepin testemunharam no tribunal que os policiais usaram insultos homofóbicos enquanto os homens eram tratados.[39]
- 1982 – Robert Altom morreu após ser baleado fora do antigo JB’s Paradise Room, na North Vancouver Avenue, em Portland, Oregon.[40]
- 7 de julho de 1984 – Em Bangor, Maine, Charles Howard e seu namorado Roy Ogden Cole foram atacados por três adolescentes. Eles capturaram Howard e o jogaram da ponte da State Street no rio Kenduskeag Stream, onde ele se afogou. Cole escapou e acionou um alarme de incêndio.[41][42]
- 18 de fevereiro de 1985 – David Self, um homem gay de 25 anos, foi estrangulado até perder a consciência, esfaqueado até a morte, seu corpo mutilado e seu apartamento saqueado por Robert Van Hook [en], que o acompanhou a um bar gay e tinha histórico de roubar homens gays. Van Hook foi condenado por homicídio agravado e sentenciado à morte após usar, sem sucesso, a defesa de pânico gay no julgamento. Ele foi executado em 2018.[43]
- 28 de abril de 1985 – Stephen Matthew Eldridge, um homem gay de 27 anos, foi esfaqueado 44 vezes por Jimmy Luna, funcionário de um hospital contratado por Maureen McDermott, uma enfermeira que era colega de quarto de Eldridge em Van Nuys, Califórnia. Outros dois homens também estiveram envolvidos no assassinato. McDermott insistiu que Luna cortasse o pênis de Eldridge para fazer parecer um “assassinato homossexual”, acreditando que a polícia não o levaria tão a sério quanto outros assassinatos. Luna foi condenado à prisão perpétua e McDermott à pena de morte.[44] Luna e os dois homens que ele contratou para ajudá-lo tentaram matar Eldridge várias vezes sem sucesso.[45]
- 17 de janeiro de 1987 – Assassinatos na livraria Shelby [en]: Três homens foram mortos e dois outros gravemente feridos após serem baleados em estilo de execução em uma livraria adulta conhecida como ponto de encontro para homossexuais. Três ou quatro atiradores estiveram envolvidos no ataque, e os criminosos incendiaram a livraria após o tiroteio. Dois membros do Partido Patriota Branco foram acusados pelo tiroteio, embora um tenha sido absolvido no julgamento e o outro teve as acusações retiradas. O caso permanece sem solução.[46]
- 15 de dezembro de 1987 – Anthony Milano, um homem gay e artista de 26 anos, foi morto em Levittown, Pensilvânia. Seus agressores, Frank Chester e Richard Laird, foram condenados à morte na Pensilvânia em 1988. Frank Chester foi posteriormente resentenciado à prisão perpétua.[47]
- 13 de maio de 1988 – Rebecca Wight [en] foi morta quando ela e sua parceira, Claudia Brenner, foram baleadas por Stephen Roy Carr enquanto caminhavam e acampavam na Trilha dos Apalaches. Carr afirmou posteriormente que ficou enfurecido pelo lesbianismo do casal ao vê-las em relações homossexuais. Carr foi condenado por assassinato em primeiro grau e sentenciado à prisão perpétua sem liberdade condicional.[48]
- 15 de maio de 1988 – Tommy Lee Trimble e John Lloyd Griffin, dois homens gays, foram assediados e posteriormente baleados por Richard Lee Bednarski em Dallas, Texas. Bednarski foi condenado pelos dois assassinatos, mas recebeu uma sentença de 30 anos em vez de prisão perpétua. O juiz que proferiu a sentença, Jack Hampton, disse posteriormente que o fez porque as vítimas eram homossexuais que não teriam sido mortas se não estivessem “cruisando as ruas” em busca de homens. Os comentários de Hampton geraram grande controvérsia. Ele foi posteriormente censurado por suas declarações e perdeu a reeleição judicial em 1992.[49]
- 22 de novembro de 1988 – Gordon Ray Church, um homem gay, foi estuprado, torturado e assassinado por Michael Archuleta e Lance Wood em Utah. Wood foi condenado à prisão perpétua, enquanto Archuleta, considerado o principal instigador, foi sentenciado à morte.[50]
- Dezembro de 1988 – Venus Xtravaganza [en], uma performer transgênero de 23 anos, foi encontrada assassinada no Natal. Estima-se que ela estava morta há quatro dias. Seu corpo foi encontrado no hotel Duchess, em Nova York.[51]

### 1990–1999
- 1990 – James Zappalorti, um veterano gay da Guerra do Vietnã, foi esfaqueado até a morte em Staten Island, Nova York.[52]
- 2 de julho de 1990 – Julio Rivera foi assassinado na cidade de Nova York por dois homens que o espancaram com um martelo e o esfaquearam com uma faca por ser gay.[53]
- 4 de julho de 1991 – Paul Broussard, um bancário da região de Houston, foi assassinado. Ele foi atacado por 10 jovens junto com Clay Anderson e Richard Delaunay, que sobreviveram. Todos os dez agressores foram condenados, com penas variando de liberdade condicional e multa para cobrir despesas hospitalares e funerárias até 45 anos de prisão para Jon Buice, que confessou ter desferido o golpe fatal.[54]
- 31 de julho de 1991 – Joel Larson, um homem gay de 21 anos, foi assassinado no Loring Park. Jay Thomas Johnson confessou o crime.[55]
- 10 de agosto de 1991 – John C. Chenoweth, um político de Minneapolis de 48 anos, foi assassinado em uma praia de Minneapolis conhecida como ponto de encontro gay. O examinador médico do Condado de Hennepin precisou usar registros dentários para identificar Chenoweth. Outro homem na praia, Cord Drazst, de 19 anos, ficou gravemente ferido. Jay Thomas Johnson confessou e aceitou um acordo de duas penas de prisão perpétua, com mais 15 anos.[55] Em entrevista para o documentário Licensed to Kill, Johnson afirmou que acreditava estar fazendo o certo, moralmente, ao matar homossexuais após assistir ao programa The 700 Club de Pat Robertson.[56]
- 26 de outubro de 1991 – Thanh Nguyen, um homem gay de 29 anos, e seu parceiro, Hugh Callaway, de 35 anos, foram atacados no Reverchon Park por três homens. Os agressores fizeram repetidos comentários homofóbicos enquanto espancavam Callaway e Nguyen por cerca de 20 minutos antes de roubá-los e atirar no casal. Corey Ardell Burley, de 19 anos na época do assassinato de Nguyen, foi condenado por assassinato capital por atirar em Nguyen no abdômen, ferimento que causou sua morte. Freddie Earl Thorton, de 22 anos na época do crime, foi preso em 15 de abril de 1992. O terceiro suspeito, Frederick Eugene Kirby, não foi identificado na época em que Burley foi sentenciado à prisão perpétua. Em entrevista para o documentário Licensed to Kill de 1997, Burley admitiu que suas ações foram motivadas por seu ódio a homossexuais.[57][58]
- 27 de outubro de 1992 – O suboficial da Marinha dos EUA Allen Schindler foi assassinado por um colega que o pisoteou até a morte em um banheiro público no Japão. Schindler havia reclamado repetidamente de assédio anti-gay a bordo do navio.[59] O caso tornou-se emblemático do debate sobre a presença de gays no serviço militar dos EUA, culminando na política "Não pergunte, não conte".[60]
- 19 de novembro de 1992 – David Schwartz, um advogado de Wall Street de 55 anos da Cravath, Swaine & Moore [en], foi esfaqueado até a morte por Raymond Childs, então com 20 anos, no Hutchinson Whitestone Hotel após uma viagem de um dia à casa de Schwartz em Connecticut. Childs desferiu 27 facadas e usou a defesa de pânico gay, mas foi condenado por assassinato em segundo grau e roubo em primeiro grau.[61] Childs foi libertado condicionalmente da Fishkill Correctional Facility em 16 de março de 2023.
- 2 de março de 1993 – Venus Landin, co-presidente da Aliança de Gays e Lésbicas Afro-Americanos de Atlanta, foi assassinada por sua ex-parceira, Bisa Niambi, em um assassinato-suicídio.[62]
- 30 de julho de 1993 – Chris Miller, um homem gay de 23 anos, foi assassinado por Jeffrey Swinford, Ronnie Lee Birchett e Bobby John Fox em Little Rock, Arkansas, após os quatro terem ido ao apartamento de Miller para usar cocaína.[63] Fox e Swinford se declararam culpados de assassinato em primeiro grau em 1º de agosto de 1995; o caso de Birchett foi “convertido” porque ele tinha apenas 17 anos na época.[64] Fox cumpriu seis anos pelo assassinato antes de ser libertado condicionalmente; ao fugir para o leste do Texas em 2001, ele usou o nome Brian Stucker.[65] Questionado sobre o assassinato de Miller no documentário Licensed to Kill, Swinford disse que a morte de Miller significava “um problema a menos para o mundo lidar”.[63]
- 6 de agosto de 1993 – O sargento do Exército dos Estados Unidos Kenneth Junior French entrou no Restaurante Luigi em Fayetteville, Carolina do Norte, e começou a atirar aleatoriamente, sem considerar a sexualidade das vítimas. French afirmou que seu motivo para o tiroteio em massa foi simplesmente raiva; na época do incidente, sobreviventes relataram que French disse, “Vou te mostrar, Clinton [...] Vou te mostrar sobre gays nas forças armadas”, antes de abrir fogo, referindo-se à política "Não pergunte, não conte" implementada pelo presidente Bill Clinton para permitir que homossexuais servissem nas Forças Armadas dos Estados Unidos. Ele matou o dono do restaurante, Peter Parrous, sua esposa Ethel Parrous, e os clientes Wesley Scott Cover e James F. Kidd, além de ferir outros sete. Ele discutiu seus motivos com Arthur Dong para o documentário Licensed to Kill.[66][67]
- 30 de novembro de 1993 – Nicholas West, de 23 anos, foi sequestrado e assassinado em Tyler, Texas, por três homens. Eles o roubaram, espancaram e o levaram para um local remoto no Condado de Smith, onde o balearam várias vezes. Dois deles foram condenados por assassinato capital e executados, enquanto o terceiro recebeu prisão perpétua por sequestro e roubo agravado.[68][69]
- 25 de dezembro de 1993 – Brandon Teena, um homem trans, foi estuprado e, seis dias depois, assassinado quando a polícia do Condado de Richardson, Nebraska revelou que ele era trans aos amigos homens dele. Seu agressor, John Lotter, foi condenado à morte. Os eventos que levaram à morte de Teena foram retratados no filme Boys Don't Cry.[70] O condado foi considerado negligente na morte de Teena e obrigado a pagar US$ 17.360 em restituição à família dele.[71]
- Junho de 1994 – Allen Yollin, um homem gay, foi agredido na Filadélfia por Thomas Grafton e Patrick Groce. Os agressores gritaram insultos homofóbicos enquanto Yollin caminhava pela rua, antes de estacionarem o carro e o agredirem fisicamente. Ambos foram presos logo após. Grafton foi condenado a 4,5 a 9 anos. Groce não compareceu à sentença e viveu livre no Condado de Delaware, Pensilvânia até maio de 2011, quando o juiz Harold Kane o condenou a menos de 2 anos de prisão, permitindo que saísse durante o dia para trabalhar, com 7 anos de liberdade condicional subsequentes.[72]
- 9 de março de 1995 – Scott Amedure [en] foi assassinado após revelar publicamente uma paixão por Jonathan Schmitz em um episódio do The Jenny Jones Show [en] sobre paixões secretas. Três dias após a gravação do episódio, Schmitz comprou uma espingarda e matou Amedure com dois tiros no peito. Schmitz então se entregou à polícia.[73]
- 20 de novembro de 1995 – Chanelle Pickett, uma mulher trans afro-americana de 23 anos, morreu na casa de William C. Palmer após uma briga que, segundo Palmer, ocorreu após ele descobrir que ela era transgênero e exigir que ela deixasse sua casa. Frequentadores do Playland Café, onde se conheceram, disseram que Palmer era um cliente regular com uma preferência conhecida por pessoas transsexuais.[74]
- 4 de dezembro de 1995 – Roxanne Ellis e Michelle Abdill [en], um casal de lésbicas em Medford, Oregon, foram assassinadas por um homem que disse não ter “compaixão” por pessoas bissexuais ou homossexuais.[75] Robert Acremant foi condenado e sentenciado à morte por injeção letal, mas sua pena foi posteriormente reduzida para prisão perpétua. Ele morreu na prisão de causas naturais em 2018.[76]
- 4 de janeiro de 1996 – Fred Mangione, um homem gay, foi assassinado no Texas por dois irmãos neonazistas. Seu parceiro, Kenneth Stern, também foi atacado, mas sobreviveu. Um dos agressores, Ronald Henry Gauthier, recebeu posteriormente uma pena de 10 anos de liberdade condicional.[77]
- Maio de 1996 – Julianne Williams, de 24 anos, e Lollie Winans, de 26 anos, foram assassinadas em seu acampamento na Trilha dos Apalaches na Skyline Drive, no Parque Nacional de Shenandoah, Virgínia. Elas foram amarradas, amordaçadas e tiveram suas gargantas cortadas. Até hoje, não houve condenação pelos assassinatos.[78]
- 1º de agosto de 1996 – Nick Moraida, um homem gay latino de 34 anos, foi assassinado durante um assalto. Seu assassino, Richard Cartwright, foi condenado à morte e executado por injeção letal em 19 de maio de 2005.[79]
- 21 de fevereiro de 1997 – Otherside Lounge, uma boate lésbica em Atlanta, foi bombardeada por Eric Robert Rudolph, o “Bombardeiro do Parque Olímpico”; cinco frequentadores ficaram feridos. Em uma declaração após ser condenado a cinco penas de prisão perpétua consecutivas por seus vários atentados, Rudolph chamou a homossexualidade de “estilo de vida aberrante”.[80]
- 7 de outubro de 1998 – Matthew Shepard, um estudante gay, em Laramie, Wyoming, foi torturado, gravemente espancado, amarrado a uma cerca e abandonado; ele foi encontrado 18 horas após o ataque e sucumbiu aos ferimentos menos de uma semana depois, em 12 de outubro. Seus agressores, Russell Arthur Henderson e Aaron James McKinney, cumprem duas penas de prisão perpétua consecutivas.[81]
- 19 de fevereiro de 1999 – Billy Jack Gaither [en], um homem gay de 39 anos, foi brutalmente espancado até a morte em Rockford, Alabama. Seus agressores, Steve Mullins e Charles Monroe Butler, foram considerados culpados de assassinato e ambos condenados à prisão perpétua sem liberdade condicional.[82]
- 1º de julho de 1999 – O casal gay Gary Matson e Winfield Mowder [en] foi assassinado pelos irmãos supremacistas brancos Benjamin Matthew e James Tyler Williams em Redding, Califórnia. James Williams foi condenado a um mínimo de 33 anos de prisão, a serem cumpridos após uma sentença de 21 anos por incendiar sinagogas e uma clínica de aborto.[83] Benjamin Williams afirmou que, ao matar o casal, estava “obedecendo às leis do Criador”.[84] Ele morreu por suicídio em 2003 enquanto aguardava julgamento. Seu ex-pastor descreveu os irmãos como “zelosos em sua fé”, mas, segundo ele, “longe de serem fanáticos”.[85]
- 6 de julho de 1999 – Barry Winchell, um soldado de infantaria de 21 anos do Exército dos Estados Unidos, foi espancado até a morte com um taco de beisebol enquanto dormia em seu quartel em Fort Campbell após ser assediado por seu relacionamento com Calpernia Addams. Seus agressores, Calvin Glover (18 anos) e Justin Fisher (26 anos), foram acusados de assassinato. Glover foi condenado à prisão perpétua e Fisher a 12,5 anos, mas cumpriu apenas 7 anos.[86]
- Setembro de 1999 – Steen Fenrich foi assassinado, aparentemente por seu padrasto, John D. Fenrich, em Queens, Nova York. Seus restos desmembrados foram encontrados em março de 2000, com a frase “gay nigger number one” escrita em seu crânio junto com seu número de seguro social. Seu padrasto fugiu da polícia durante uma entrevista e, em seguida, cometeu suicídio.[87]
- 15 de outubro de 1999 – Charles "Sissy" Bolden foi encontrado baleado até a morte em Savannah, Geórgia. A polícia prendeu Charles E. Wilkins, Jr., em julho de 2003; ele admitiu o assassinato e foi acusado de outros dois homicídios, segundo o Departamento de Polícia de Savannah.[88]

### 2000–2009
Em 29 de abril de 2009, a Câmara dos Representantes dos EUA aprovou a extensão da lei federal para classificar como "crimes de ódio" ataques baseados na orientação sexual ou identidade de gênero da vítima (além de deficiências mentais ou físicas). O Senado dos EUA aprovou o projeto em 22 de outubro de 2009. A Lei de Prevenção de Crimes de Ódio Matthew Shepard e James Byrd Jr. foi sancionada pelo presidente Barack Obama em 28 de outubro de 2009.
- 3 de julho de 2000 – Arthur "J.R." Warren foi espancado e chutado até a morte em Grant Town, Virgínia Ocidental, por dois adolescentes que acreditavam que Warren havia espalhado um rumor de que ele e um dos agressores, David Allen Parker, tinham uma relação sexual. Os assassinos atropelaram o corpo de Warren para disfarçar o assassinato como um atropelamento. Parker se declarou culpado e foi condenado a “prisão perpétua com clemência”, tornando-o elegível para liberdade condicional após 15 anos.[92] Seu cúmplice, Jared Wilson, foi condenado a 20 anos.[93]
- 22 de setembro de 2000 – Ronald Gay entrou em um bar gay em Roanoke, Virgínia, e abriu fogo contra os frequentadores, matando Danny Overstreet, de 43 anos, e ferindo gravemente seis outros. Ronald disse estar irritado com o que seu nome agora significava e profundamente chateado porque três de seus filhos mudaram de sobrenome. Ele afirmou que Deus o instruiu a encontrar e matar lésbicas e gays, descrevendo-se como um “soldado cristão trabalhando para meu Senhor”; Gay testemunhou no tribunal que “desejaria ter matado mais viados”, diante de várias vítimas do tiroteio, além da família e amigos de Danny Overstreet.[94]
- 14 de janeiro de 2001 – Tzatzi Sanchez, uma mulher lésbica mexicana de 27 anos, foi amarrada, estuprada e estrangulada em sua casa em Las Vegas, Nevada, por Luis Barroso e Obed Marroquin-Valle. Barroso foi contratado pela ex-namorada de Sanchez, Marcela Whaley, para assassiná-la. Marroquin-Valle invadiu a casa de Sanchez com Barroso, mas não havia conspirado com Whaley.[95]
- 16 de junho de 2001 – Fred Martinez Jr., um estudante transgênero e dois-espíritos de 16 anos, foi espancado até a morte perto de Cortez, Colorado, por Shaun Murphy, de 18 anos, que teria se vangloriado de atacar um “viado”.[96]
- 25 de agosto de 2001 – Gary Raynall foi encontrado brutalmente espancado até a morte em Leawood, Kansas. O caso permanece sem solução, e familiares acreditam que sua morte foi um crime de ódio.[97]
- 12 de dezembro de 2001 – Terrianne Summers, uma mulher trans de 51 anos e ativista pelos direitos transgênero, foi baleada e morta em seu quintal na Flórida. Não houve prisões, e a polícia não investigou seu assassinato como crime de ódio.[98]
- 17 de maio de 2002 – Gary McMurtry "Brazon", um performer drag queen de 36 anos de Ohio, foi esfaqueado com uma espada por Michael Jennings. Jennings foi condenado a 25 anos a prisão perpétua.[99]
- 12 de junho de 2002 – Philip Walsted, um homem gay, foi fatalmente espancado com um taco de beisebol. Segundo os promotores, as visões neonazistas do agressor de Walsted, David Higdon, levaram o que inicialmente era um roubo a escalar para assassinato. Higdon foi condenado à prisão perpétua, além de uma pena adicional por roubo.[100]
- 6 de agosto de 2002 – Rodney Velasquez, um homem gay latino de 26 anos, foi encontrado assassinado na banheira de seu apartamento no Bronx.[101]
- 3 de outubro de 2002 – Gwen Amber Rose Araujo, uma mulher trans de 17 anos, foi torturada e assassinada por quatro homens, que a espancaram e estrangularam após descobrirem que ela era transgênero. Dois dos réus foram condenados por assassinato em segundo grau, mas sem as acusações de crime de ódio solicitadas. Os outros dois réus se declararam culpados ou não contestaram por homicídio culposo.[102]
- 24 de dezembro de 2002 – Nizah Morris [en], uma mulher trans negra de 47 anos, foi possivelmente assassinada em Filadélfia, Pensilvânia.[103]
- 11 de maio de 2003 – Sakia Gunn, uma lésbica negra de 15 anos, foi assassinada em Newark, Nova Jersey. Enquanto esperava um ônibus, Gunn e suas amigas foram abordadas por dois homens. Quando as garotas rejeitaram suas investidas, declarando-se lésbicas, os homens as atacaram. Um deles, Richard McCullough, esfaqueou Gunn fatalmente. Em troca de se declarar culpado de vários crimes menores, incluindo homicídio culposo agravado, os promotores retiraram as acusações de assassinato contra McCullough, que foi condenado a 20 anos.[104]
- 17 de junho de 2003 – Guin Richie Phillips [en], de Elizabethtown, Kentucky, foi morto por Joshua Cottrell. Seu corpo foi encontrado em uma mala no Lago Rough River. Durante o julgamento, dois parentes de Cottrell testemunharam que ele atraiu Phillips para a morte e o matou por ser gay. Cottrell foi condenado por homicídio culposo e sentenciado a 20 anos de prisão, o máximo permitido pela lei de Kentucky, apesar da recomendação do júri de 30 anos, tornando-o elegível para liberdade condicional dois anos e meio após o julgamento encerrado em fevereiro de 2005.[105][106]
- 23 de julho de 2003 – Nireah Johnson e sua amiga, Brandie Coleman, foram baleadas e mortas por Paul Moore, que descobriu após um encontro sexual que Johnson era transgênero. Moore então queimou os corpos das vítimas. Ele foi condenado por assassinato e sentenciado a 120 anos de prisão.[107]
- 31 de julho de 2003 – Glenn Kopitske [en], de 37 anos, foi baleado e esfaqueado nas costas por Gary Hirte, de 17 anos, no Condado de Winnebago, Wisconsin. Os promotores argumentaram que Hirte assassinou Kopitske para ver se conseguiria escapar impune.[108][109]
- Agosto de 2003 – Emonie Spaulding, uma mulher trans negra de 25 anos, foi baleada e morta em Washington, D.C., por Derrick Antwan Lewis após ele descobrir que ela era trans.[110]
- Dezembro de 2003 – Jason Galehouse e Michael Wachholtz, dois homens gays de 26 anos, foram estuprados, torturados e assassinados por Steven Lorenzo, em Tampa, Flórida. O corpo de Galehouse nunca foi encontrado. Lorenzo foi condenado à morte.[111]
- 5 de junho de 2004 – Jesse Valencia [en], de 23 anos, foi assassinado em Columbia, Missouri, por seu amante gay, Steven Arthur Rios, que era casado e policial. Rios foi condenado à prisão perpétua.[112]
- 22 de julho de 2004 – Scotty Joe Weaver [en], de 18 anos, de Bay Minette, Alabama, foi assassinado. Seu corpo queimado e parcialmente decomposto foi descoberto a poucos quilômetros da casa móvel onde vivia. Ele foi espancado, estrangulado e esfaqueado várias vezes, e seu corpo foi encharcado de gasolina e incendiado. Três pessoas foram acusadas de assassinato capital e roubo em conexão com o crime, duas das quais eram colegas de quarto de Weaver: Christopher Gaines, de 20 anos, Nichole Kelsay, de 18 anos, e Robert Porter, de 18 anos. Nichole Kelsay era amiga de Weaver durante grande parte de sua vida.[113] Gaines se declarou culpado de assassinato capital em maio de 2007 e foi condenado à prisão perpétua sem liberdade condicional. Em setembro de 2007, Porter também se declarou culpado e foi condenado a duas penas de prisão perpétua.[114] Nichole Kelsay se declarou culpada e recebeu uma pena de 20 anos.[115]
- 28 de julho de 2004 – Roderick George, um homem de 40 anos, morreu em Montgomery, Alabama, devido a um ferimento por arma de fogo. Ele foi encontrado em seu carro em 27 de julho. O suspeito no caso, Anthony T. Johnson, confessou o crime, alegando que George fez avanços sexuais e até “se lançou” contra Johnson. A polícia acusou Johnson de assassinato capital.[116]
- 2 de outubro de 2004 – Daniel Fetty, um homem gay que era deficiente auditivo e sem-teto, foi atacado por múltiplos agressores em Waverly, Ohio. Fetty foi espancado, pisoteado, colocado nu em uma lixeira, empalado com um graveto e deixado para morrer; ele sucumbiu aos ferimentos no dia seguinte. Os promotores alegaram crime de ódio. Três homens receberam penas que variaram de sete anos a prisão perpétua.[117]
- 28 de janeiro de 2005 – Ronnie Antonio Paris [en], um menino de três anos em Tampa, Flórida, morreu devido a lesões cerebrais infligidas por seu pai, Ronnie Paris Jr. Segundo a mãe e outros parentes, Ronnie Paris Jr. repetidamente jogava seu filho contra paredes, esbofeteava a cabeça da criança e “boxeava” com ele porque estava preocupado que a criança fosse gay e crescesse como “afeminado”. Paris foi condenado a trinta anos de prisão.[118]
- 27 de fevereiro de 2005, em Santa Fé, Novo México, James Maestas, de 21 anos, foi agredido fora de um restaurante, seguido até um hotel e espancado até ficar inconsciente por homens que o chamaram de “viado” durante o ataque. Embora todos os agressores tenham sido acusados de cometer um crime de ódio, nenhum foi condenado à prisão.[119]
- 11 de março de 2005 – Jason Gage [en], um homem abertamente gay, foi assassinado em seu apartamento em Waterloo, Iowa, por um agressor, Joseph Lawrence, que alegou que Gage fez avanços sexuais em sua direção. Gage foi espancado até a morte com uma garrafa e esfaqueado no pescoço, provavelmente post-mortem, com um caco de vidro.[120]
- 19 de outubro de 2005 – Billy Sanford, um homem de 52 anos, foi atacado pelo faz-tudo Marcus Dewayne Kelley, de 26 anos, em Montgomery, Alabama. Kelley alegou que Sanford fez repetidos avanços sexuais em sua direção. Kelley espancou Sanford com um martelo, deixando-o em coma. Kelley foi preso em 14 de novembro de 2005.[121] Sanford permaneceu em coma pelo menos até 6 de dezembro de 2005.[122]
- 25 de outubro de 2005 – Emanuel Xavier, um poeta e ativista abertamente gay, foi cercado e brutalmente espancado por um grupo de quinze a vinte adolescentes nas ruas de Bushwick, o que o deixou permanentemente surdo do ouvido direito.[123]
- 26 de novembro de 2005 – James Oliver Bailey, um homem de 80 anos, foi assassinado em sua casa em Lake Jordan, Alabama. Ele foi morto por Chris Nieves, de Marbury, Alabama, que atingiu o idoso com uma tábua de madeira e depois alegou que Bailey fez avanços sexuais em sua direção.[124][122]
- 2 de fevereiro de 2006 – Jacob D. Robida, de 18 anos, entrou em um bar em New Bedford, Massachusetts, confirmou que era um bar gay, e então atacou os frequentadores com um machado e uma pistola, ferindo três.[125]
- 10 de junho de 2006 – Kevin Aviance [en], um impressionista feminino, músico, designer de moda e “filha mais velha” da lendária House of Aviance, foi roubado e espancado em Manhattan por um grupo de homens que gritaram insultos anti-gays contra ele. Quatro agressores se declararam culpados e receberam penas de prisão.[126]
- 30 de julho de 2006 – Seis homens foram atacados com tacos de beisebol e facas após saírem do festival Orgulho Gay de San Diego. Uma vítima ficou tão gravemente ferida que precisou passar por uma extensa cirurgia de reconstrução facial. Três homens se declararam culpados em conexão com os ataques e receberam penas de prisão. Um menor de 15 anos também se declarou culpado.[127]
- 8 de outubro de 2006 – Michael Sandy [en] foi atacado por quatro jovens heterossexuais que o atraíram para um encontro após conversarem online, enquanto procuravam homens gays para roubar. Ele foi atropelado por um carro enquanto tentava escapar de seus agressores e morreu cinco dias depois sem recuperar a consciência.[128]
- 27 de fevereiro de 2007 – Andrew Anthos, um homem gay deficiente de 72 anos, foi espancado com um cano de chumbo em Detroit, Michigan, por um homem que gritava insultos anti-gays contra ele. Anthos morreu 10 dias depois no hospital.[129]
- 15 de março de 2007 – Ryan Keith Skipper, um homem gay de 25 anos, foi esfaqueado até a morte em Wahneta, Flórida. Quatro suspeitos foram presos pelo crime. O xerife classificou o caso como crime de ódio.[130]
- 16 de março de 2007 – Ruby Ordeñana, uma mulher trans latina de 24 anos, foi encontrada nua e estrangulada em San Francisco, Califórnia, às 5h40.[131] Donzell Francis, suspeito de estuprar e estrangular Ordeñana, foi condenado em 23 de dezembro de 2009 e sentenciado a 17 anos e 18 meses de prisão por copulação oral forçada, roubo, agressão causando graves lesões corporais e prisão ilegal de outra mulher transgênero.[132]
- 12 de maio de 2007 – Roberto Duncanson foi assassinado em Brooklyn, Nova York. Ele foi esfaqueado até a morte por Omar Willock, que alegou que Duncanson flertou com ele.[133]
- 16 de maio de 2007 – Sean William Kennedy, de 20 anos, estava caminhando para seu carro saindo do Brew's Bar em Greenville, Carolina do Sul, quando Stephen Andrew Moller, de 18 anos, saiu de outro carro e se aproximou de Kennedy. Investigadores disseram que Moller fez um comentário sobre a orientação sexual de Kennedy e deu um soco fatal porque não gostava da preferência sexual do outro homem.[134]
- 9 de setembro de 2007 – Um ataque homofóbico ocorreu no Towers West Quiznos no campus da Universidade Vanderbilt em Nashville, Tennessee.[135] Um estudante, Robert Gutierrez, e um não estudante lançaram insultos homofóbicos contra dois estudantes gays e espancaram um deles. Um relatório foi registrado no Departamento de Polícia da Universidade Vanderbilt, e Gutierrez foi supostamente suspenso, embora isso não tenha sido confirmado. Gutierrez descartou o incidente como “apenas uma briga”, mas o reitor de estudantes sugeriu que foi “um ataque premeditado e não provocado”.[135]
- Outubro de 2007 – Steven Domer, um homem gay de 62 anos, foi assassinado em Oklahoma.[136]
- 8 de dezembro de 2007 – Nathaniel Salerno, um homem gay de 25 anos, foi atacado por quatro homens em um trem do metrô em Washington, D.C. Os homens o chamaram de “viado” enquanto o espancavam.[137]
- 8 de janeiro de 2008 – Stacey Brown, uma mulher trans negra de 30 anos, foi encontrada morta em seu apartamento. Ela foi baleada na cabeça.[138]
- 1 de julho de 2008 – Ebony Whitaker, uma mulher trans afro-americana, foi baleada e morta em Memphis.[139]
- Fevereiro de 2008 – Duanna Johnson, uma mulher trans, foi espancada por um policial enquanto estava detida no Shelby County Criminal Justice Center, no Tennessee. Johnson disse que os policiais a chamaram de “viado” e “ele-ela” antes e durante o incidente.[140] Em novembro de 2008, ela foi encontrada morta na rua, supostamente baleada por três indivíduos desconhecidos.[141]
- 4 de fevereiro de 2008 – Ashley Sweeney, uma mulher trans, foi baleada na cabeça. Seu corpo foi encontrado em Detroit, Michigan.[142]
- 10 de fevereiro de 2008 – Sanesha Stewart, uma mulher trans negra de 25 anos, foi esfaqueada até a morte no Bronx, Nova York.[143]
- 12 de fevereiro de 2008 – Lawrence "Larry" King, um estudante de 15 anos do ensino fundamental, foi baleado duas vezes por um colega na E.O. Green School em Oxnard, Califórnia. Ele foi retirado do suporte de vida após os médicos declararem morte cerebral em 15 de fevereiro. Segundo relatos da Associated Press, “os promotores acusaram um colega de 14 anos de assassinato premeditado com agravantes de crime de ódio e uso de arma de fogo”.[144][145]
- 22 de fevereiro de 2008 – Simmie Williams Jr. era um jovem negro não conforme de gênero de 17 anos, que foi baleado e morto em uma esquina em Condado de Broward, Flórida.[146]
- 16 de março de 2008 – A polícia diz que Lance Neve foi espancado até ficar inconsciente em Rochester, Nova York, porque era gay. Um homem atacou Neve em um bar, deixando-o com uma fratura no crânio e um nariz quebrado. Jesse Parsons foi condenado a mais de cinco anos de prisão pela agressão.[147]
- 29 de maio de 2008 – Steven Parrish, de 18 anos, membro do subgrupo 92 Family Swans dos Bloods, foi assassinado por Steven T. Hollis III e Juan L. Flythe por ordens do líder da gangue Timothy Rawlings Jr., no Condado de Baltimore, Maryland, após encontrarem “mensagens gays” em seu celular. Eles sentiram que ter um membro gay faria a gangue parecer fraca. Hollis III se declarou culpado e foi condenado à prisão perpétua, Flythe recebeu uma pena de prisão perpétua com tudo exceto 30 anos suspenso, e Rawlings foi condenado à prisão perpétua sem possibilidade de liberdade condicional. Um quarto homem, Benedict Wureh, se declarou culpado de ser cúmplice após o fato e foi condenado ao tempo cumprido, cerca de 17 meses.[148]
- 9 de junho de 2008 – Jeremy Waggoner, um cabeleireiro abertamente gay de Royal Oak, Michigan, foi brutalmente assassinado em Detroit. Seu assassinato permanece sem solução.[149]
- 17 de julho de 2008 –  Angie Zapata, uma mulher trans de 18 anos, foi espancada até a morte no Colorado dois dias após conhecer Allen Ray Andrade. O caso foi processado como crime de ódio, e Andrade foi considerado culpado de assassinato em primeiro grau em 22 de abril de 2009.[150]
- 20 de agosto de 2008 – Nahkia Williams, uma mulher trans negra, foi baleada e morta em Louisville, Kentucky. Damon Malone foi acusado de seu assassinato, roubo e furto, e condenado a 35 anos de prisão.[151]
- 7 de setembro de 2008 – Tony Randolph Hunter, de 27 anos, e seu parceiro foram atacados e espancados perto de um bar gay em Washington, D.C. Hunter morreu de seus ferimentos em 18 de setembro. A polícia está investigando o caso como possível crime de ódio.[152]
- 13 de setembro de 2008 – Nima Daivari, de 26 anos, foi atacado em Denver, Colorado, por um homem que o chamou de “viado”. A polícia que chegou ao local recusou-se a fazer um relatório do ataque.[153]
- 21 de setembro de 2008 – O corpo nu de Ruby Molina, uma mulher trans de 22 anos, foi encontrado face para baixo na margem de um rio em uma área isolada e não desenvolvida em Sacramento, Califórnia.[154]
- 7 de novembro de 2008 – A casa do abertamente gay Melvin Whistlehunt em Newton, Carolina do Norte, foi destruída por incendiários. Investigadores encontraram pichações homofóbicas na parte traseira da casa.[155][156]
- 14 de novembro de 2008 – Lateisha Green, uma mulher trans de 22 anos, foi baleada e morta por Dwight DeLee em Syracuse, Nova York, porque ele achava que ela era gay. A mídia local noticiou o incidente com seu nome legal, Moses "Teish" Cannon.[157] DeLee foi condenado por homicídio culposo em primeiro grau como crime de ódio em 17 de julho de 2009 e recebeu a pena máxima de 25 anos na prisão estadual. Esta foi apenas a segunda vez na história do país que uma pessoa foi processada por um crime de ódio contra uma pessoa transgênero e a primeira condenação por crime de ódio no estado de Nova York.[158][159]
- 12 de dezembro de 2008 – Uma lésbica de 28 anos em Richmond, Califórnia, foi sequestrada e estuprada por um grupo por quatro homens que fizeram comentários homofóbicos durante o ataque.[160]
- 26 de dezembro de 2008 – Taysia Elzy, uma mulher trans de 34 anos, e seu parceiro, Michael Hunt, de 22 anos, foram baleados e mortos e deixados para morrer em seu apartamento por Chris Conwell, de 20 anos.[161]
- 27 de dezembro de 2008 – Nathan Runkle, de 24 anos, foi brutalmente agredido em Dayton, Ohio, fora de uma boate gay.[162]
- 17 de janeiro de 2009 – Caprice Curry, uma mulher trans de 31 anos em San Francisco, Califórnia, foi esfaqueada até a morte.[163]
- 15 de fevereiro de 2009 – Efosa Agbontaen e Branden McGillvery-Dummett foram atacados na cidade de Nova York por quatro jovens com garrafas de vidro e estiletes que usaram insultos anti-gays durante o ataque. Agbontaen e McGillvery-Dummett precisaram de tratamento em pronto-socorro devido aos ferimentos.[164]
- 18 de fevereiro de 2009 – Dois homens foram presos em Stroudsburg, Pensilvânia, pelo esfaqueamento fatal do veterano gay Michael Goucher.[165]
- 1 de março de 2009 – Três homens entraram em um bar em Galveston, Texas, e atacaram frequentadores com pedras. Uma das vítimas, Marc Bosaw, foi enviada ao pronto-socorro para receber doze pontos na cabeça.[166]

- 14 de março de 2009 – Um casal gay, Josh Kehoe e Bobby Daniel Caldwell, foi atacado por 15 adolescentes ao sair de um show de Britney Spears em Newark, Nova Jersey. Os agressores usaram insultos homofóbicos, chamando-os de “viados”, e espancaram as vítimas. Caldwell sofreu uma fratura na mandíbula.[167]
- 23 de março de 2009 – Dois homens gays foram atacados em Seaside, Oregon, e deixados inconscientes em uma praia local. As vítimas recuperaram a consciência e receberam tratamento em um hospital próximo.[168]
- 6 de abril de 2009 – Carl Joseph Walker-Hoover, uma criança de 11 anos em Springfield, Massachusetts, se enforcou com um cabo de extensão após sofrer bullying durante todo o ano escolar por parte de colegas que diziam que ele “agia de forma feminina” e era gay.[169]
- 10 de abril de 2009 – Justin Goodwin, de 36 anos, de Salem, Massachusetts, foi atacado e espancado por até seis pessoas fora de um bar em Gloucester, Massachusetts. Goodwin sofreu fraturas na mandíbula, no olho, no nariz e na maçã do rosto. Posteriormente, Goodwin cometeu suicídio.[170]
- 18 de junho de 2009 – Patti Hammond Shaw, uma mulher trans afro-americana, se entregou a uma delegacia em Washington, D.C., após receber uma carta informando que havia um mandado de prisão contra ela por supostamente fazer uma denúncia policial falsa. Apesar de apresentar documentos que comprovavam seu direito de ser alojada com outras mulheres, ela foi colocada em uma instalação masculina. Segundo sua ação judicial, policiais “apalpavam repetida e excessivamente seus seios, nádegas e entre suas pernas”. Ela agora processa o Departamento de Polícia Metropolitana de Washington D.C. e o Serviço de Delegados dos Estados Unidos pelo tratamento recebido.[171]
- 30 de junho de 2009 – O marinheiro August Provost foi encontrado baleado e com o corpo queimado em seu posto de guarda em Camp Pendleton. Líderes da comunidade LGBTQ, citando fontes militares, inicialmente afirmaram que a morte de Provost foi um crime de ódio.[172] Provost havia sido assediado por causa de sua orientação sexual.[172] Líderes militares explicaram posteriormente que, independentemente da conclusão da investigação, a política “Não pergunte, não conte” do exército impediu Provost de buscar ajuda.[172] Familiares e amigos acreditam que ele foi assassinado por ser abertamente gay (ou bissexual, segundo algumas fontes e familiares).[173][174] O assassino cometeu suicídio uma semana depois, após admitir o crime, e a Marinha não concluiu se foi um crime de ódio.[175]
- 19 de julho de 2009 – Teresa Butz e Jennifer Hopper, um casal lésbico, foram estupradas em seu apartamento em South Park, Seattle, por Isaiah Kalebu. Kalebu cortou a garganta de Hopper e esfaqueou Butz no coração após ela reagir. Butz morreu após escapar do apartamento. Hopper sobreviveu e testemunhou contra Kalebu, que foi condenado à prisão perpétua mais 98 anos.[176][177]
- 25 de outubro de 2009 – Dee Green, uma mulher trans, foi encontrada pela polícia inconsciente, esfaqueada no coração e sangrando em uma rua em Baltimore, Maryland. Ela foi levada a um hospital, onde morreu meia hora depois. Larry Douglas foi acusado de assassinato em primeiro grau em abril de 2010.[178]
- Novembro de 2009 – Jason Mattison Jr., um menino abertamente gay de 15 anos, foi violentamente assassinado e estuprado na casa de sua tia por Dante Parrish, de 35 anos, um amigo da família que já havia sido preso por assassinato. Parrish foi condenado pelo assassinato de Mattison e, em abril de 2012, foi sentenciado à prisão perpétua sem possibilidade de liberdade condicional (a condenação incluiu uma segunda pena de prisão perpétua por tentativa de agressão sexual).[179][180]
- 9 de dezembro de 2009 – O corpo de Mariah Malina Qualls foi encontrado em um hotel em San Francisco.[181]
- 25 de dezembro de 2009 – Robert LeCompte, um homem gay de 39 anos e gerente do The Drama Club em Houma, Louisiana, foi encontrado assassinado por trauma de força contundente no chão do clube. Jorrell Young, um ex-funcionário do local, foi condenado pelo crime; ele mantém que não cometeu o assassinato, admitindo apenas estar presente quando aconteceu.[182]

### 2010–2019

#### 2010
- 18 de janeiro de 2010 – O corpo seminu de Myra Chanel Ical, uma mulher trans de 51 anos, foi encontrado em um terreno vago em Houston, Texas.[183]
- 30 de março de 2010 – Amanda Gonzalez-Andujar, uma mulher trans latina de 29 anos, foi encontrada morta em seu apartamento em Queens, Nova York. A autópsia revelou que seu agressor, Rasheen Everett, a estrangulou e depois jogou alvejante em seu corpo.[184]
- 3 de abril de 2010 – Toni Alston, uma mulher trans negra de 44 anos, foi baleada na porta de sua casa no oeste de Charlotte, Carolina do Norte.[185]
- 7 de maio de 2010 – Dana A. "Chanel" Larkin, uma mulher trans negra de 26 anos que trabalhava como prostituta, foi baleada três vezes na cabeça por seu cliente, Andrew Olacirequi, após perguntar se ele estava confortável com o sexo apesar de sua genitália masculina. Ela foi encontrada morta no pavimento de uma rua em Milwaukee.[186]
- 21 de junho de 2010 – Sandy Woulard, uma mulher trans de 28 anos, foi baleada no peito em South Side, Chicago. Um motorista que passava a encontrou deitada na rua, e ela foi declarada morta no hospital.[187]
- 11 de setembro de 2010 – Victoria Carmen White, uma mulher trans negra de 28 anos, morreu de ferimentos a bala em seu apartamento em Nova Jersey. Não se sabe se ela foi alvo de seu assassino, Alrashim Chambers, por sua identidade de gênero.[188]
- 3 de outubro de 2010 – Um homem de 30 anos conhecido como "la Reina" (a Rainha) e dois adolescentes de 17 anos foram sequestrados no Bronx por um grupo homofóbico de jovens que se autodenominavam Latin King Goonies. Eles foram sodomizados com objetos estranhos, incluindo um desentupidor e um taco de beisebol, queimados com cigarros e torturados por horas. Um dos adolescentes queria se juntar à gangue dos agressores, mas, ao ser visto com o homem de 30 anos, foi capturado e levado a um apartamento abandonado, onde foi questionado sobre ter tido relações sexuais com ele. Ao responder afirmativamente, foi espancado e sodomizado. O grupo então capturou o segundo adolescente, que também foi visto com o homem de 30 anos, e repetiu o processo. Depois, atraíram o homem de 30 anos para o prédio com a promessa de uma festa. Quando ele chegou com álcool, foi amarrado, torturado, e um dos adolescentes foi forçado a queimá-lo com cigarros. Os agressores também roubaram o irmão de 40 anos do homem, coagindo-o ao colocarem um celular em seu ouvido para que ouvisse seu irmão implorar pelo pagamento.[189][190]
- 14 de outubro de 2010 – Stacey Blahnik Lee, uma mulher trans negra de 31 anos, foi encontrada assassinada em sua casa em Filadélfia por seu namorado.[191]
- 17 de novembro de 2010 – Joshua Wilkerson, de 18 anos, foi encontrado morto em um campo em Pearland, Texas, após ser espancado até a morte e queimado por Hermilo Moralez, um amigo de cinco anos. Supostamente, o crime foi uma retaliação por avanços sexuais indesejados.[192]
- Dezembro de 2010 – Kevin Mark Powell e Stephen Duane Adams, um casal gay casado da Flórida, foram baleados em sua casa por Peter Avsenew. Durante sua condenação, Avsenew enviou uma carta ao juiz, declarando: “Você nunca será capaz de me parar. É meu dever como homem branco eliminar os fracos e tímidos da existência. Defenderei o que acredito e erradicarei qualquer coisa no meu caminho. Homossexuais são uma desgraça para a humanidade e devem ser eliminados. Estes não foram os primeiros e não serão os últimos."[193]

#### 2011
- 11 de janeiro de 2011 – Chrissie Bates, uma mulher transgênero de 45 anos, foi esfaqueada até a morte em seu apartamento no centro de Minneapolis. Arnold Darwin Waukazo foi condenado a 367 meses de prisão pelo assassinato.[194]
- 12 de janeiro de 2011 – O corpo de Murray Seidman, um homem de 70 anos com deficiência intelectual, foi encontrado apedrejado até a morte por John Joe Thomas. Thomas e Seidman eram amigos antes do assassinato, e Thomas havia convencido Seidman a lhe conceder procuração. O médico legista do Condado de Delaware, Pensilvânia determinou que Seidman morreu entre 2 e 7 de janeiro de 2011. Thomas inicialmente se mostrou abalado ao chamar a polícia em 12 de janeiro, mas depois usou a defesa de pânico gay. O irmão de Seidman, Lenny, refutou tais alegações. Thomas acabou se declarando culpado e foi condenado a 20 a 40 anos de prisão.[195][196]
- 19 de fevereiro de 2011 – Tyra Trent, uma mulher trans negra de 25 anos, foi encontrada estrangulada em uma casa abandonada.[197]
- Março de 2011 – Tory Minnick, uma mulher bissexual de 21 anos, foi baleada duas vezes na cabeça por sua namorada, Erin Everett. Após atirar, Everett esmagou o rosto de Minnick com um martelo de garra.[198]
- Abril de 2011 – Kevin Pennington, um homem gay de 28 anos, foi sequestrado e gravemente espancado em um parque em Kentucky por dois homens que gritavam insultos homofóbicos. David Jason Jenkins e Anthony Ray Jenkins enfrentam possíveis penas de prisão perpétua por crimes de ódio contra homossexuais.[199] Em 15 de março de 2012, a Polícia Estadual de Kentucky auxiliou o FBI na prisão de David Jenkins, Anthony Jenkins, Mable Jenkins e Alexis Jenkins, de Partridge, Kentucky, pelo espancamento de Pennington durante um ataque noturno em abril de 2011 no Parque Estadual Kingdom Come, perto de Cumberland.[200] A iniciativa veio do grupo de direitos gays Kentucky Equality Federation, cujo presidente, Jordan Palmer, começou a pressionar o Procurador dos EUA para o Distrito Leste de Kentucky em agosto de 2011[201] para processar o caso, após afirmar que não confiava no Procurador do Condado de Harlan para agir.[202]
- 18 de abril de 2011 – Norma Hurtado e Maria Hurtado, uma jovem lésbica e sua mãe, respectivamente, foram baleadas por Jose Aviles em sua casa em Houston, Texas. Aviles desaprovava o relacionamento de Norma Hurtado com sua filha e foi posteriormente condenado à prisão perpétua por seus crimes.[203][204]
- 22 de abril de 2011 – Chrissy Lee Polis [en], uma mulher trans de 22 anos, foi espancada em uma luta violenta por duas mulheres afro-americanas por entrar no banheiro feminino em Condado de Baltimore, Maryland, o que desencadeou uma convulsão. Um funcionário do McDonald's, que foi demitido posteriormente, filmou o incidente e divulgou o vídeo na internet, que se tornou vídeo viral. Teonna Monae Brown, de 19 anos, se declarou culpada de agressão em primeiro grau e crime de ódio no espancamento e foi condenada a cinco anos de prisão, mais três anos de liberdade vigiada. A outra mulher foi acusada como menor e internada em uma unidade de detenção juvenil.[205]
- Junho de 2011 – Rosita Hernandez, uma mulher trans cubana, foi esfaqueada até a morte em Miami.[206] Em novembro de 2011, Miguel Pavon foi acusado de assassinato em primeiro grau após seu DNA ser compatível com amostras encontradas na residência da vítima.[207]
- 5 de junho de 2011 – CeCe McDonald [en], uma jovem mulher trans afro-americana, foi atacada do lado de fora de uma taverna logo após a meia-noite em Minneapolis, Minnesota.[208] CeCe esfaqueou fatalmente seu agressor com um par de tesouras.[209] Ela foi posteriormente condenada por homicídio culposo e presa por 19 meses em uma prisão masculina.[210]
- 20 de julho de 2011 – Lashai Mclean, uma mulher trans afro-americana de 23 anos, foi baleada até a morte em Nordeste, Washington, D.C..[211]
- 11 de agosto de 2011 – Camila Guzman, uma mulher trans latina, foi encontrada assassinada em seu apartamento em East Harlem, Manhattan.[212]
- 8 de setembro de 2011 – Cameron Nelson, um homem gay de 32 anos, foi atacado em seu local de trabalho em Utah.[213]
- 11 de outubro de 2011 – Shelley Hilliard, uma adolescente trans negra que havia sido reportada como desaparecida, teve seu torso queimado identificado pela polícia em Detroit.[214] Seu assassino, Qasim Raqib, de 30 anos, foi condenado em 6 de março de 2012 a 25–40 anos de prisão.[215]
- 15 de novembro de 2011 – Danny Vega, um homem gay asiático-americano de 58 anos que trabalhava como cabeleireiro em Rainier Valley, Seattle, foi espancado e roubado enquanto caminhava. O espancamento deixou Vega em coma, do qual ele faleceu posteriormente.[216]
- 17 de novembro de 2011 – Cassidy Nathan Vickers, uma mulher trans negra de 32 anos, morreu de um ferimento a bala no peito em Hollywood. Seu assassino, ainda não identificado, também é suspeito de atirar e tentar roubar outra mulher trans negra no mesmo dia.[217]
- 17 de dezembro de 2011 – Charlie Hernandez, um jovem de 26 anos abertamente gay, foi esfaqueado até a morte após uma briga que incluiu insultos homofóbicos, desencadeada quando ele acidentalmente pisou em óculos de sol.[218]
- 24 de dezembro de 2011 – Dee Dee Pearson, uma mulher transgênero de 31 anos, morreu de ferimentos a bala em Kansas City, Missouri. Kenyan L. Jones foi acusado de assassinato em segundo grau e ação criminosa armada. Jones disse à polícia que pagou para ter relações sexuais com Pearson, acreditando que ela era uma mulher cisgênero, mas horas após o sexo, descobriu que não era.[219] Irritado com o que considerou uma decepção, ele pegou uma pistola calibre 9 mm, encontrou Pearson e a matou.[220] Jones foi preso sob suspeita de seu assassinato.[221]
- 29 de dezembro de 2011 – O corpo de Give Goines, uma mulher trans negra de 23 anos que havia sido reportada como desaparecida duas semanas antes, foi encontrado em um ferro-velho em Nova Orleans.[222]

#### 2012
- 21 de janeiro de 2012 – Crain Conaway, uma mulher transgênero afro-americana de 47 anos, foi encontrada morta em sua casa em Oceanside, Califórnia.[223] Tyree Paschall Monday foi preso em conexão com seu assassinato.[224]
- 2 de fevereiro de 2012 – JaParker "Deoni" Jones, uma mulher transgênero afro-americana de 23 anos, foi esfaqueada na cabeça enquanto esperava em uma parada de Metrobus em Washington, D.C..[225]
- Fevereiro de 2012 – Cody Rogers, um adolescente de 18 anos, foi brutalmente agredido e alvo de insultos homofóbicos em uma festa em Oklahoma após defender uma amiga que também foi atacada.[226]
- 8 de março de 2012 – Um homem gay afro-americano foi agredido sexualmente e fisicamente por dois homens em Corpus Christi, Texas. A vítima foi convidada para um apartamento, onde Jimmy Garza e Ramiro Serrata Jr. O atacaram ao longo de três horas. A vítima também foi sodomizada com um cabo de vassoura e ameaçada com uma arma, até conseguir fugir por uma janela do apartamento. Garza e Serrata Jr. foram condenados a 15 anos de prisão por seus papéis no ataque.[227]
- 24 de de março de 2012 – Várias pessoas transgênero e travestis foram baleadas e roubadas na Flórida por um homem, suspeito de ser De Los Santos. Tyrell Jackson, de 23 anos, foi ferido mortalmente no tiroteio, que também feriu Michael Hunter, de 20 anos.[228]
- 3 de de abril de 2012 – Coko Williams, uma mulher trans negra, foi encontrada assassinada em East Detroit, Michigan. O homicídio pode ter sido relacionado ao envolvimento de Williams no trabalho sexual.[229]
- 16 de abril de 2012 – Paige Clay, de 23 anos, uma mulher transgênero afro-americana, foi encontrada morta com uma ferida de uma bala no rosto em West Park, Chicago. A morte foi considerada um homicídio.[230]
- 21 de abril de 2012 – Eric Unger, um homem gay de 23 anos que vivia em Illinois, foi atacado por um grupo de homens enquanto voltava para casa de uma festa, enquanto eles gritavam insultos homofóbicos contra ele. A investigação está em andamento.[231]
- 11–12 de maio de 2012 – Lorena Escalera, uma mulher transgênera latina de 25 anos que se apresentava sob o nome Lorena Xtravaganza, foi encontrada morta em seu apartamento em Bushwick, após o prédio ter sido incendiado.[232]
- 26 de maio de 2012 – Max Pelofske, um homem gay de 21 anos, foi espancado por um grupo de jovens em uma festa em Kelsey Township, Condado de St. Louis, Minnesota. Pelofske alega que foi um crime de ódio, mas a polícia discorda.[233][234]
- 5 de junho de 2012 – Kardin Ulysse, um afro-americano de 14 anos, foi atacado na cafeteria da Roy Mann Junior High School em Brooklyn, Nova York, por outro grupo de garotos. Ele foi alvo de insultos homofóbicos e sofreu danos na córnea de um dos olhos, ficando cego.[235]
- 22 de junho de 2012 – Mollie Olgin, de 19 anos, e sua namorada, Mary Kristene Chapa, de 18 anos, foram agredidas sexualmente e baleadas na cabeça perto do Violet Andrews Park em Portland, Texas. Olgin morreu no local, e Chapa sobreviveu. David Strickland foi acusado pelo assassinato de Olgin e condenado à prisão perpétua.[236]
- 5 de julho de 2012 – Tracy Johnson, uma mulher transgênero afro-americana de 40 anos, foi encontrada morta por ferimentos a bala em Baltimore, Maryland.[237]
- 14 de agosto de 2012 – Tiffany Gooden, uma mulher transgênero afro-americana de 19 anos, foi encontrada assassinada no segundo andar de um prédio abandonado em Chicago. Uma autópsia confirmou que ela foi esfaqueada até a morte. Notavelmente, o corpo de Paige Clay, outra jovem mulher trans negra, foi descoberto em abril do mesmo ano a três quarteirões de onde Tiffany foi encontrada. As duas eram conhecidas como amigas.[238]
- 18 de agosto de 2012 – Kendall Hampton, uma mulher transgênero afro-americana de 26 anos, morreu por ferimentos a bala. Eugene Carlos Dukes foi preso no início de setembro de 2012 por seu assassinato e indiciado no mesmo mês.[239]
- 26 de agosto de 2012 – Deja Jones, uma mulher transgênero afro-americana de 33 anos, foi baleada até a morte em Miami. Nenhuma prisão foi realizada.[240]
- 3 de setembro de 2012 – O corpo de Kyra Cordova, uma mulher transgênero de 27 anos, foi encontrado em uma área arborizada em Frankford, Filadélfia.[241]
- 15 de outubro de 2012 – Janette Tovar, uma mulher transgênero de 43 anos, foi assassinada por seu parceiro, Jonathan Kenney, segundo a polícia, que a espancou e bateu sua cabeça contra o concreto. Ele foi preso posteriormente pelo assassinato.[242]
- 9 de novembro de 2012 – Austin Head, um ativista comunitário progressista e homem abertamente gay, foi agredido pelos irmãos Joel e Ernie Barnes em Phoenix, Arizona. Head ficou inconsciente durante o ataque e foi internado devido aos múltiplos ferimentos sofridos. Ambos os irmãos Barnes foram acusados e condenados por seu papel no ataque.[243]

#### 2013
- 1 de março de 2013 – Sondra Scarber confrontou um pai sobre o bullying sofrido pelo filho de sua namorada na Seabourn Elementary School, em Mesquite, Texas, e foi espancada por ele ao perceber que ela era lésbica.[244]
- 17 de maio de 2013 – Mark Carson Scrivener, um homem gay afro-americano de 32 anos,[245] foi baleado até a morte por outro homem que o seguiu e provocou, junto com um amigo, enquanto caminhavam em Greenwich Village, Manhattan. Quando os dois amigos ignoraram as perguntas do agressor, ele começou a gritar insultos homofóbicos e perguntou a um deles: "Quer morrer hoje à noite?" Elliot Morales, de 33 anos, foi preso logo após o tiroteio e acusado de assassinato e porte de arma em 19 de maio.[246]
- 22 de maio de 2013 – Gabriel Fernandez, um menino de oito anos, foi torturado e assassinado por sua mãe e seu namorado, que acreditavam que a criança era gay. O promotor Jon Hatami detalhou os atos supostamente cometidos por Isauro Aguirre e a mãe do menino, Pearl Fernandez, que também enfrenta julgamento. Hatami explicou que o casal de Palmdale espancou Gabriel, mordeu-o, queimou-o com cigarros, chicoteou-o, atirou nele com uma espingarda de chumbinho, deixou-o passar fome, alimentou-o com areia de gato e o manteve amordaçado e amarrado em um armário até ser encontrado em 22 de maio de 2013, morrendo de trauma por força contundente na cabeça. Ele faleceu dois dias depois no hospital. O casal chamou os serviços de emergência para tratar Gabriel, mas, segundo o promotor, isso foi apenas uma tentativa de enganar.[247]
- 2 de junho de 2013 – Matthew Fenner foi espancado e sufocado por horas por membros de uma igreja. Ele afirma que os ataques ocorreram "para libertá-lo dos demônios homossexuais que eles tanto desprezam".[248]
- 13 de outubro de 2013 – Carmen Guerrero, uma mulher transgênero condenada à prisão perpétua pelo assassinato de sua namorada Mary Perkins, foi amarrada, amordaçada, torturada e assassinada por seu companheiro de cela, Miguel Crespo, na Kern Valley State Prison, na Califórnia. Miguel Crespo foi condenado à morte em 2019.[249]
- 4 de novembro de 2013 – Sasha Fleischman, uma pessoa agênero de 18 anos, teve sua saia incendiada enquanto dormia em um ônibus da AC Transit em Oakland, Califórnia. A polícia prendeu Richard Thomas, de 16 anos, e o acusou de agressão grave, com agravante de causar lesão corporal grave. Thomas admitiu à polícia que iniciou o incêndio e que o fez por ser "homofóbico".[250] Em 14 de novembro de 2014, Thomas foi condenado a sete anos em detenção juvenil por seu crime, mas sua pena foi reduzida em 2015 para cinco anos.[251]
- 10 de novembro de 2013 – Nicholas D. Forte, um homem gay de 36 anos, foi agredido após deixar a boate Voyeur, na Filadélfia. Um dos seguranças do local, Miguel Maldonado, e Forte discutiram antes de Forte sair. Maldonado e outro homem, Matthew Morris, seguiram Forte pela rua antes que um dos dois o acertasse na lateral da cabeça, derrubando-o inconsciente. Maldonado e Morris continuaram a agredir Forte, causando múltiplas fraturas faciais, quebrando uma órbita ocular, o nariz e pelo menos uma costela.[252][253]
- 31 de dezembro de 2013 – Um incêndio foi iniciado na escadaria de uma boate gay em Seattle, que foi rapidamente extinto. Após o suspeito Musab Mohammed Masmari ter dito a um amigo que "homossexuais deveriam ser exterminados", um informante da comunidade muçulmana alertou o FBI de que Masmari também poderia estar planejando ataques terroristas. Natural de Benghazi, Líbia, ele foi preso a caminho da Turquia. Masmari foi condenado a 10 anos por acusações federais de incêndio criminoso.[254]

#### 2014
- 1 de março de 2014 – Jipsta [en], um rapper branco abertamente gay e conhecido, foi vítima de um ataque por preconceito em uma estação de metrô de Nova York enquanto celebrava seu décimo aniversário com seu parceiro.[255] O agressor proferiu insultos homofóbicos violentos contra o casal, e após uma discussão verbal, Jipsta foi brutalmente espancado pelo sujeito não identificado, resultando em múltiplas fraturas em seu rosto.[256] Como resultado do incidente, Jipsta precisou de cirurgia devido a sete ossos quebrados no nariz e na órbita ocular, o que o forçou a interromper a promoção de seu segundo álbum, Turnt Up.[257]
- 6 de março de 2014 – Britney Cosby, de 24 anos, e Crystal Jackson, de 24 anos, um casal lésbico, foram assassinadas pelo pai de Britney, James Larry Cosby. Britney foi estrangulada e espancada até a morte. Crystal também foi espancada e estrangulada, embora um ferimento a bala na têmpora tenha sido a causa da morte. James Cosby foi condenado à prisão perpétua.[258]
- 1 de junho de 2014 – Ahmed Said, de 27 anos, e Dwone Anderson-Young, de 23 anos, foram mortos em estilo de execução logo após a meia-noite no bairro Leschi, em Seattle, pouco depois de saírem de uma boate gay. Ambos eram gays, e Ahmed aparentemente foi atraído por um contato no Grindr, um aplicativo social popular entre homens gays. Anderson-Young estava recebendo uma carona de Ahmed Said. O caso foi investigado como possível crime de ódio. Ambos foram baleados várias vezes; Anderson-Young morreu dentro do carro de Said, enquanto Said morreu imediatamente do lado de fora.[259] O suspeito Ali Muhammad Brown confessou ter matado Said, Anderson-Young e outros dois homens em Seattle e Nova Jersey, ambos não gays.[260]
- 18 de outubro de 2014 – Tawnee Marie Baird, uma mulher de 21 anos, foi esfaqueada 46 vezes por sua namorada, Victoria Mendoza.[261]

#### 2015
- 1 de fevereiro de 2015 – Taja DeJesus, uma mulher transgênero de 36 anos, foi encontrada esfaqueada até a morte no bairro Bayview, em São Francisco, Califórnia.[262]
- 5 de maio de 2015 – Jonathan Snipes, de 25 anos, e Ethan York-Adams, de 25 anos, foram vítimas de um ataque homofóbico em um restaurante em Nova York. Quando dois homens no restaurante dirigiram insultos homofóbicos ao casal, Snipes confrontou os agressores. Eles então escalaram a discussão para violência física, empurrando Snipes ao chão e chutando-o repetidamente. York-Adams e Snipes foram atingidos com uma cadeira. Ambos os suspeitos fugiram do restaurante, enquanto as vítimas sofreram múltiplos ferimentos.[263]
- 1 de junho de 2015 – Mercedes Williamson, uma mulher transgênero de 17 anos que estudava para ser cosmetologista, foi assassinada em Condado de George, Mississippi.[264] Em 2016, o Departamento de Justiça usou a Lei de Prevenção de Crimes de Ódio Matthew Shepard e James Byrd Jr. pela primeira vez para apresentar acusações criminais contra uma pessoa por escolher uma vítima devido à sua identidade de gênero.[265] Joshua Vallum se declarou culpado, afirmando que usou uma arma de choque para incapacitá-la antes de esfaqueá-la e espancá-la até a morte, tudo para evitar que membros da gangue Latin Kings descobrissem sua relação sexual. Ele foi condenado a 49 anos em 2017.[266]
- 18 de julho de 2015 – Kevyn Mines, um funcionário de 31 anos da Danny's Midnight Confessions, uma loja de produtos adultos em Center City, Filadélfia, Pensilvânia, foi baleado nas costas por um homem que entrou na loja fazendo comentários homofóbicos. Após deixar a loja inicialmente sem incidentes, o homem retornou, perguntou sobre mercadorias heterossexuais e atirou no funcionário que tentava levá-lo à seção correspondente.[267]
- 4 de outubro de 2015 – John Mateer, de 19 anos, foi agredido do lado de fora de uma casa de fraternidade da Universidade Estadual da Pensilvânia. O crime viralizou na internet após Mateer publicar fotos de seu rosto machucado e ensanguentado em seu perfil no Twitter.[268][269]

#### 2016
- 15 de fevereiro de 2016 – Anthony Gooden e Marquez Tolbert sofreram queimaduras de segundo e terceiro graus no rosto e corpo após Martin Luther Blackwell, de 43 anos, jogar água fervente sobre eles enquanto dormiam. Gooden ficou em coma por duas semanas durante sua internação de cinco semanas.[270]
- 29 de abril de 2016 – Steven Nelson, um homem gay de 49 anos, foi assassinado por Kelly Schneider, de 23 anos, em uma área isolada de preservação de fauna perto do Lago Lowell, Idaho. Schneider chutou Nelson 20 a 30 vezes com botas de bico de aço, roubou suas roupas, cartões de crédito e chaves do carro, deixando-o para morrer no frio. Nelson conseguiu se levantar, caminhar até uma casa próxima e pedir ajuda. Ele foi levado ao Hospital Saint Alphonsus em Boise, Idaho, mas faleceu na mesma manhã. Schneider foi condenado à prisão perpétua, com possibilidade de liberdade condicional após 28 anos.[271][272]
- 12 de junho de 2016 – Um massacre na boate gay Pulse, em Orlando deixou 49 mortos e 53 feridos. O atirador, Omar Mateen, de 29 anos, cidadão americano de origem afegã, jurou lealdade à organização terrorista ISIS em uma ligação para o 911 durante o ataque.[273] O ISIS também assumiu a responsabilidade pelo ataque.[274] O incidente foi o maior ataque direcionado a pessoas LGBTQ nos EUA.[275]
- 23 de julho de 2016 – Dee Whigham, uma mulher transgênero afro-americana de 25 anos, empregada como enfermeira, foi esfaqueada 119 vezes em um hotel no Condado de Jackson, Mississippi. A polícia prendeu Dwanya Porche Hickerson, um marinheiro de 20 anos estacionado na Base da Força Aérea de Keesler, pelo assassinato.[276] Ele se declarou culpado em 20 de julho de 2017.[277]
- 29 de julho de 2016 – Levi Frerichs, um homem gay, foi atacado por um grupo de seis adolescentes enquanto caminhava para casa em Chicago, Illinois. Os adolescentes notaram Frerichs e começaram a desferir golpes em sua cabeça, enquanto o provocavam com insultos homofóbicos.[278]
- 11 de agosto de 2016 – Rae'Lynn Thomas, uma mulher transgênero de 28 anos, foi baleada duas vezes na frente de sua mãe e, em seguida, espancada até a morte por James Allen Byrd, ex-namorado de sua mãe, em Columbus, Ohio. Byrd a chamou de "diabo" e fez comentários transfóbicos contra ela.[279]
- 7 de setembro de 2016 – Michael Phillips foi atacado após deixar seu emprego em um bar gay. Ele e seu marido afirmam que foram alvos por sua orientação sexual várias vezes.[280]
- 11 de novembro de 2016 – Patricia Wright e Charlotte Reed, um casal lésbico, e seu filho adulto, Benny Diambu-Wright, foram assassinados por Dana Rivers, uma mulher transgênero, em East Oakland, Califórnia.[281] Rivers foi condenada à prisão perpétua sem possibilidade de liberdade condicional pelo juiz Scott Patton, do Tribunal Superior do Condado de Alameda, em 14 de junho de 2023.[282]

#### 2017
- 4 de janeiro de 2017 – O corpo de Mesha Caldwell, uma mulher transgênero afro-americana de 41 anos, foi encontrado em Condado de Madison, Mississippi com múltiplos ferimentos de bala.[283]
- 5 de março de 2017 – Dois homens foram esfaqueados em Brooklyn, Nova York, após saírem de uma boate gay. James Thomas, de 32 anos, notou os homens esperando para entrar em um restaurante próximo e começou a gritar insultos homofóbicos. Thomas então cortou o rosto da primeira vítima e esfaqueou a segunda no torso e no ombro. Um terceiro homem foi ameaçado e empurrado ao chão durante o ataque.[284]
- 20 de maio de 2017 – Uma mulher lésbica, de 24 anos, foi agredida por Antoine Thomas no Metrô de Nova York. Thomas notou que a mulher entrou no trem com sua parceira e dirigiu insultos homofóbicos contra elas. Thomas então atacou a vítima até que ela ficasse inconsciente. Devido ao ataque, a vítima foi internada com concussão, cortes profundos e uma órbita ocular quebrada.[285]
- 13 de junho de 2017 – O corpo de Josie Barrios, uma mulher transgênero de 28 anos que se apresentava com a House of Merlot sob o nome Kimbella Rosé, foi encontrado com marcas de queimaduras em Ithaca, Nova York[286] perto da Universidade Cornell, no local de construção do Breazzano Family Center for Business Education. Michael Davis, namorado de 47 anos de Barrios, se declarou culpado pelo assassinato e foi condenado a 25 anos de prisão em março de 2018.[287]
- 25 de junho de 2017 – Ava Le'Ray Barrin, uma mulher transgênero afro-americana de 17 anos, foi morta em uma altercação com Jalen Breon Brown,[Nota 1] também uma mulher transgênero afro-americana. Brown atirou em Barrin durante a briga. Brown foi acusada de assassinato, mas em uma audiência probatória de maio de 2018, o juiz Eric Norris retirou a acusação de homicídio, considerando que o tiroteio foi em legítima defesa.[288] A cobertura da mídia sobre o incidente gerou um debate nacional sobre o uso adequado de gênero em reportagens e sobre deadnaming.[289]
- 5 de julho de 2017 – Davon Washington, uma mulher transgênero de 26 anos de cor, foi atingida por um veículo em Washington, D.C. em um atropelamento e fuga após recusar dar seu número de telefone ao ocupante do veículo. Washington sofreu ferimentos graves e precisou de internação. Em 12 de julho, a polícia de DC prendeu Startwaune Anderson, de 18 anos.[290]
- 31 de julho de 2017 – O corpo de TeeTee Dangerfield, uma mulher transgênero de 32 anos de cor, foi levado por bombeiros de College Park, Geórgia ao Grady Memorial Hospital, onde ela faleceu. Ela foi encontrada em seu carro perto de um complexo de apartamentos.[291] Ela havia sido baleada 19 vezes no abdômen e na virilha.[292] Tyrone Kemp, de 26 anos, foi preso em 22 de agosto em Union City, Geórgia.[293]
- 28 de agosto de 2017 – Um homem gay foi espancado por bandidos após eles gritarem insultos homofóbicos contra ele. Ele sofreu uma mandíbula quebrada no ataque.[294]
- 16 de setembro de 2017 – Scout Schultz [en], um estudante não binário de 21 anos da Georgia Tech,[295] foi baleado e morto pelo oficial Tyler Beck do departamento de polícia da Georgia Tech.[296] Schultz se aproximou dos oficiais gritando para que atirassem enquanto mantinha os braços abaixados e segurava o que os oficiais na época identificaram como uma faca de bolso.[297] A universidade chegou a um acordo em um processo por reivindicação por morte injusta movido pela família de Schultz por 1 milhão de dólares,[295] após o promotor do Condado de Fulton, Geórgia declarar que não seriam apresentadas acusações contra Beck.[296]
- Setembro de 2017 – Ally Steinfeld, uma adolescente transgênero, foi esfaqueada até a morte e mutilada por três jovens em Cabool, Missouri.[298]
- 31 de outubro de 2017 – O corpo de Candace Towns, uma mulher transgênero afro-americana de 30 anos, foi encontrado em Macon, Geórgia. Towns havia sido baleada no rosto.[299] A polícia prendeu Horace Jamal Marsh pelo crime em 6 de julho de 2020.[300] Marsh também foi preso pelo tiroteio de Halloween de 2017 contra Kithwe Steed – um incidente não relacionado – que foi a julgamento em 2022.[301]
- 8 de novembro de 2017 – Um adolescente gay de 17 anos foi supostamente atacado por Trevon Godbolt, de 18 anos. Godbolt teria obrigado a vítima a tirar suas roupas e pertences, depois a espancou e levou suas roupas e celular. O ataque ocorreu perto da Edgewood Elementary School em Muskegon Heights, Michigan. Outro homem e duas mulheres estavam envolvidos, uma das quais gravou o ataque com um celular. O vídeo foi posteriormente postado no Facebook.[302] Godbolt se declarou não contestante às acusações de roubo desarmado e prisão ilegal em 2018 e foi sentenciado a 43 meses pelo juiz do Tribunal de Circuito do Condado de Muskegon, Annette Smedley, que considerou a declaração de perdão da vítima ao impor a sentença.[303]

#### 2018
- 2 de janeiro de 2018 – Blaze Bernstein, um estudante universitário abertamente gay e judeu, foi esfaqueado mais de 20 vezes. Samuel Woodward, um declarado neonazista e membro do grupo Atomwaffen Division, foi acusado de seu assassinato.[304]
- 7 de março de 2018 – Ta'Ron 'Rio' Carson, um homem gay, foi baleado fatalmente ao sair da boate Aura em Kansas City, Missouri.[305]
- 28 de março de 2018 – Amia Tyrae, uma mulher transgênero negra, foi encontrada morta em um quarto de motel em Baton Rouge, Louisiana, com múltiplos ferimentos de bala. Nevaa White, amiga de Tyrae, disse que ela vivia abertamente como mulher trans desde 2009. White também afirmou que Tyrae era alvo de bullying e "não teve uma vida fácil".[306]
- 25 de maio de 2018 – Roxana Hernández, uma mulher transgênero latina de 33 anos de Honduras que buscava asilo nos Estados Unidos em San Ysidro, morreu enquanto estava sob custódia da ICE. Inicialmente, a ICE a deteve para deportação, citando uma entrada ilegal anterior e condenações no Texas por furto e prostituição. Ela havia chegado em 9 de maio. Em 15 de maio, foi transferida da Califórnia para Milan, Novo México e mantida no Cibola County Correctional Center. Foi internada no Cibola General Hospital em 17 de maio. Em 25 de maio, ela morreu a caminho do Lovelace Medical Center em Albuquerque, Novo México.[307] A ICE afirmou que Hernández sofreu um ataque cardíaco e complicações associadas ao HIV, mas uma autópsia independente mostrou que sua morte era evitável e que ela havia sido espancada com um cassetete enquanto estava contida. Kamala Harris, Tom Udall e Martin Heinrich – todos senadores na época – exigiram que um relatório completo fosse apresentado ao Congresso dos Estados Unidos dentro de 60 dias, conforme exigido por lei, um relatório que a ICE falhou em produzir seis meses após a morte de Hernández.[308] Como resultado da morte de Hernández sob custódia, sua família processou CoreCivic [en], LaSalle Corrections Transport, Global Precision Systems, Management and Training Corporation, TransCor America e o governo federal dos Estados Unidos.[309]
- 2 de junho de 2018 – Quatro homens gays foram perseguidos por uma multidão de aproximadamente vinte homens após um evento do Orgulho em Salt Lake City, Utah.[310]
- 17 de junho de 2018 – Darnell Morgan, um homem gay negro, foi atacado por cinco homens enquanto visitava Las Vegas, Nevada, para o casamento de um parente.[311]
- 21 de junho de 2018 – Anthony Avalos [en], um menino de dez anos, sucumbiu a ferimentos fatais por abuso em um hospital. Quando sua mãe, Heather Barron, e seu namorado, Kareem Leiva, foram posteriormente presos pela morte de Avalos, parentes da família revelaram que Avalos expressou à mãe que "gostava de meninos e meninas".[312] Investigadores de bem-estar infantil descobriram que Barron se referiu a Avalos com um insulto homofóbico, enquanto Leiva declarou estar "incomodado em estar perto de pessoas gays".[313]
- 28 de novembro de 2018 – Uma mulher de 20 anos foi agredida no Metrô de Nova York por Allah Allasheed, após um breve beijo compartilhado com outra mulher. Allasheed a confrontou com insultos homofóbicos e depois a agrediu. A vítima sofreu uma fratura na coluna como resultado do ataque.[314][315]
- 29 de novembro de 2018 – Vincent Shaver e Charles Clements foram seguidos e agredidos por vários homens fora de suas casas. Ambos foram espancados, e Shaver sofreu um pulmão perfurado durante o ataque, devido a ser esfaqueado com um pedaço de vidro quebrado.[316]

#### 2019
- 6 de janeiro de 2019 – Dana Martin, uma mulher transgênero de 31 anos, foi encontrada morta com um ferimento de bala em Montgomery, Alabama.[317]
- 29 de janeiro de 2019 – Spencer Deehring e Tristan Perry, um casal gay, foram agredidos por vários homens ao saírem de uma boate gay em Austin, Texas. Os agressores dirigiram insultos homofóbicos ao casal e começaram a socar Perry repetidamente. Quando Deehring tentou defender seu parceiro, também foi alvo de agressão física. Ambas as vítimas ficaram inconscientes durante o ataque e foram internadas.[318]
- 17 de fevereiro de 2019 – Sal Trejo, um homem gay, foi agredido do lado de fora de um bar em Salt Lake City. O agressor confrontou Trejo e seus amigos, perguntando se ele era gay. Quando Trejo respondeu afirmativamente, o homem o socou e também agrediu uma mulher que estava com ele. O grupo reagiu, e o agressor sacou uma faca, ameaçando-os antes de fugir em seu carro.[319] Carlo Alazo, um homem de 22 anos da Flórida, foi preso e acusado de três crimes relacionados ao incidente.[320]
- 30 de março de 2019 – Ashanti Carmon, uma mulher transgênero afro-americana de 27 anos, foi assassinada em Condado de Prince George's, Maryland.[321] A polícia ofereceu uma recompensa de US$ 25.000 por informações sobre o assassinato. Uma testemunha, Zoe Spears, forneceu um depoimento em uma entrevista de três horas com a polícia, incluindo um nome e um número de telefone, mas o caso permanece sem solução.[322]
- 13 de abril de 2019 – Trevor Gray foi brutalmente espancado na casa de Landon McCaa em Condado de Wayne, Mississippi. Gray estava na residência com um grupo de pessoas, muitas delas bebendo, sob o alpendre. Ele saiu por alguns minutos e, ao retornar, foi repetidamente socado no rosto por McCaa, que gravou a agressão e a postou nas redes sociais. McCaa e seu amigo, Toman Sion Brown, foram presos pelo incidente. Embora a participação de Brown não esteja no vídeo, ambos foram acusados de agressão. Apesar de Gray não ser LGBTQ, McCaa e Brown acreditavam que ele era e gritaram insultos durante o ataque.[323]
- Abril de 2019 – Uma mulher transgênero de 26 anos, não identificada, foi esfaqueada em Dallas, Texas. Ela sobreviveu ao ataque e conseguiu descrever o agressor à polícia.[324]
- 9 de maio de 2019 – Uma mulher transgênero de 22 anos foi baleada na perna em um Waffle House em Southaven, Mississippi. A bala estilhaçou seu fêmur, e ela foi levada ao Regional One Health em Memphis em estado grave. A polícia prendeu Jimtarius Hampton, acusando-o de agressão agravada.[325][326] Um relato afirmou que a arma usada foi um AK-47. O agressor entrou no Waffle House e começou a assediar verbalmente a vítima, fazendo comentários antitrans.[327]
- 18 de maio de 2019 – Muhlaysia Booker [en], uma mulher transgênero afro-americana de 22 anos, foi encontrada morta perto do Tenison Park Golf Course em Dallas. Ela foi baleada; Kendrell Lyles se declarou culpado pelo assassinato em novembro de 2023 e foi condenado a 48 anos de prisão. Seu assassinato seguiu um violento ataque de multidão após um pequeno acidente de trânsito em 12 de abril de 2019, no qual alguém ofereceu US$ 200 a um homem para agredir Booker. Outros homens se juntaram, um deles pisando em sua cabeça. O incidente foi gravado e postado nas redes sociais. Edward Thomas foi preso e acusado pela agressão.[328]
- 28 de maio de 2019 – Quatro homens foram acusados de sequestro e roubo contra homens gays usando o aplicativo Grindr, em Dallas, Texas, durante 2017. Todos os quatro se declararam culpados de várias acusações em casos individuais entre 2019 e 2021.[329]
- 1 de junho de 2019 – Chynal Lindsey, uma mulher transgênero afro-americana de 26 anos, foi encontrada estrangulada em White Rock Lake, Texas. O momento do assassinato, em conjunto com outros homicídios de mulheres transgênero, levou à especulação na mídia sobre um possível assassino em série na área de Dallas.[330][331] No entanto, a polícia de Dallas prendeu Ruben Alvarado pelo assassinato de Lindsey. Ele admitiu o crime em depoimento, como defesa afirmativa, alegando que Lindsey o havia montado enquanto estavam no lago para fazer sexo. Alvarado disse que descobriu que Lindsey era transgênero, e ela ficou agressiva quando confrontada, então ele a imobilizou, tirou o cinto e a estrangulou antes de jogar seu corpo no lago.[332] O júri considerou Alvarado culpado de assassinato em primeiro grau em 10 de novembro de 2021 e o condenou a 37 anos de prisão em 11 de novembro de 2021.[333]
- 13 de junho de 2019 – Zoe Spears, uma mulher transgênero afro-americana de 23 anos, foi assassinada em Fairmount Heights, Maryland.[334] Embora Spears tenha dado um depoimento à polícia afirmando que testemunhou o assassinato de Ashanti Carmon,[322] a Polícia do Condado de Prince George's não confirmou qualquer relação entre os incidentes.[334] Detetives prenderam Gerardo Thomas e o acusaram de assassinato em primeiro grau.[335] Embora Thomas inicialmente negasse envolvimento, seu advogado argumentou em tribunal que ele temia por sua vida.[336]
- 16 de junho de 2019 – Karl Craven e Braden Brecht, um casal gay, foram agredidos e roubados por vários homens em Washington, D.C.. Após alguns agressores dirigirem insultos homofóbicos ao casal, o grupo decidiu atacar Brecht. Craven sofreu um hematoma na cabeça, enquanto Brecht teve cortes, contusões, um dente quebrado e um corte no lábio. Além disso, os agressores roubaram a carteira de Craven e o celular de Brecht.[337]
- 29 de julho de 2019 – Um homem gay foi atacado por três pessoas em Racine, Wisconsin. A vítima sofreu várias contusões pelo corpo e uma mandíbula quebrada. A gravidade da lesão na mandíbula levou à remoção de todos os dentes da vítima.[338]
- 7 de agosto de 2019 – Chanel Wortham, também conhecida como CoCo Wortham ou Miss Coco, uma mulher transgênero afro-americana de 44 anos, originalmente de Kansas City, Kansas, foi baleada em um acampamento de sem-teto em Dallas. Ela foi declarada morta ao chegar ao hospital.[339]
- Agosto de 2019 – Pebbles LaDime "Dime" Doe, uma mulher transgênero de 24 anos, foi baleada e morta por Daqua Ritter em uma área rural do Condado de Allendale. Durante o julgamento de quatro dias, promotores federais alegaram que Ritter estava irritado com rumores na comunidade sobre sua relação sexual com Doe.[340]
- 13 de setembro de 2019 – Pol' Atteu, um designer de moda gay, foi atacado em um desfile de caridade que ele e seu marido Patrik Simpson organizaram na Catedral de São João [en] em Los Angeles, em benefício da Make-A-Wish Foundation. Jesus Rodolfo Zepeda atacou Atteu porque o designer removeu sua filha do desfile, gritando insultos homofóbicos durante a agressão.[341] Zepeda foi condenado em abril de 2024 a uma pena suspensa de cinco anos na prisão estadual, sendo obrigado a passar apenas quatro dias na prisão do condado, com crédito pelo tempo já cumprido.[342]
- 13 de outubro de 2019 – Michael Dozon, um preso gay no Condado de Bucks Correctional em Doylestown, Pensilvânia, foi socado, joelhado e chutado na cabeça por outro preso, Edward F. Gosner. Gosner fez comentários homofóbicos antes e durante o incidente. Gosner foi condenado a sete anos pela agressão; a condenação está em apelação.[343]
- 16 de dezembro de 2019 – Um incendiário queimou o escritório de apoio da SisTers PGH, um centro de recursos para pessoas transgênero liderado por pessoas negras e trans, em Pittsburgh, Pensilvânia.[344]
- 21 de dezembro de 2019 – Um homem gay de 37 anos, não identificado, foi apalpado por John Kuhlman, de 75 anos, no bar gay Soho em Ferndale, Michigan. Quando um amigo da vítima pediu que Kuhlman parasse, ele o socou e tentou pagar o primeiro homem para fazer sexo com ele. Enquanto funcionários tentavam escoltar Kuhlman para fora do local, ele começou a socá-los, iniciando uma briga por todo o bar.[345]
- 24 de dezembro de 2019 – Kevin Bacon, um cabeleireiro gay de 25 anos, foi assassinado após se encontrar com Mark David Latunski via Grindr. Quando a polícia chegou à casa de Latunski em Bennington Township, Michigan, encontrou o corpo de Bacon no porão, pendurado de cabeça para baixo. Latunski já havia comido algumas partes dos restos de Bacon. Latunski foi condenado à prisão perpétua.[346][347]

### 2020–2024

#### 2020
- 11 de fevereiro de 2020 – Shakena Jefferson, uma mulher lésbica afro-americana de 42 anos, Clive Khouri, um homem afro-americano, e um segundo homem não identificado foram baleados no sudoeste do Condado de Miami-Dade, Flórida. Quadriciclos cercaram o carro em que Khouri e seu amigo estavam, e os ocupantes abriram fogo, possivelmente após verem os dois homens se beijando. Jefferson foi baleada na cabeça por uma bala perdida, que foi removida. Khouri foi atingido de raspão na cabeça, e seu amigo ficou em estado crítico.[348]
- 24 de fevereiro de 2020 – Alexa Negrón Luciano, também conhecida como Neulisa Luciano Ruiz, uma mulher transgênero sem-teto de 29 anos, foi assassinada em Toa Baja, Porto Rico.[349] Antes de seu corpo ser encontrado, três homens a viram na beira da estrada e começaram a assediá-la, agredindo-a com uma pistola de paintball. Seus agressores admitiram tê-la reconhecido de postagens transfóbicas nas redes sociais após ela usar o banheiro feminino de um McDonald's em 23 de fevereiro, alvejando-a por causa dessas postagens. Dois dos três agressores postaram gravações do ataque nas redes sociais, deletando as imagens após o corpo de Luciano ser encontrado.[350]
- 13 de maio de 2020 – Kristian Rouse, um homem transgênero afro-americano de 18 anos, foi encontrado brutalmente espancado em seu apartamento em Bakersfield, Califórnia. Ele passou um mês em um ventilador mecânico na UTI e foi transferido para uma instituição de cuidados de longa duração. Ele foi estrangulado, e ambos os pulmões colapsaram.[351][352]
- 1 de junho de 2020 – Keyonna Kamry, conhecida online como Iyanna Dior,[353] uma mulher transgênero afro-americana de 21 anos, foi espancada em uma loja de conveniência em Saint Paul, Minnesota. O incidente, capturado em vídeo, mostrou mais de uma dúzia de homens envolvidos na agressão. A Polícia de Saint Paul observou que o vídeo foi incorretamente rotulado online e em reportagens como tendo ocorrido em um posto de gasolina em Minneapolis.[354] No vídeo, os agressores usam insultos homofóbicos e desrespeitam repetidamente o gênero de Dior.[353]
- 1 de junho de 2020 – Durante os protestos por George Floyd, em 30 de maio, um bar LGBTQ em Raleigh, Carolina do Norte, foi vandalizado com um símbolo de supremacia branca. Tim Lemuel, dono do bar Ruby Deluxe, retornou ao seu negócio na noite seguinte para impedir vândalos e oferecer primeiros socorros a manifestantes que haviam sido atingidos por gás lacrimogêneo ou spray de pimenta. Pouco após a meia-noite, a polícia ordenou que Lemuel deixasse sua propriedade alugada, disparando tiros de advertência contra ele e sua equipe.[355][356]
- 8 de junho de 2020 – Dominique "Rem'mie" Fells, uma mulher transgênero afro-americana de 27 anos, foi assassinada em Filadélfia. Seu corpo foi encontrado no rio Schuylkill, com as pernas decepadas.[357] Akhenaton Jones foi preso e acusado pelo assassinato.[358]
- 9 de junho de 2020 – Riah Milton, uma mulher transgênero afro-americana de 25 anos, foi atraída para um parque em Liberty Township, Condado de Butler, Ohio[357][359] por Tyree Cross, Kaleb Tooson e uma garota de 14 anos não identificada, que tentaram roubá-la e levar seu carro. Eles a agrediram antes que Tooson atirasse em Milton e também em si mesmo. Tanto Cross quanto Tooson se declararam culpados e foram condenados a 15 anos a prisão perpétua.[360]
- 20 de junho de 2020 – Holden White, um homem gay de 18 anos, foi agredido por Chance Seneca em Lafayette, Louisiana. White foi estrangulado até ficar inconsciente por Seneca com um cordão. Depois, Seneca mutilou a garganta de White com a ponta de uma faca e cortou seus pulsos. White sobreviveu ao ataque e criticou as autoridades por demorarem em buscar acusações de crime de ódio.[361]
- 25 de junho de 2020 – Brayla Stone, uma mulher transgênero afro-americana de 17 anos, foi encontrada baleada fatalmente em um carro em Sherwood, Arkansas. Trevone Hayse Miller se declarou culpado por assassinato em primeiro grau em troca de uma pena de 50 anos de prisão. Os dois estavam envolvidos em uma relação sexual na época, e Miller afirmou que assassinou Stone para evitar que isso fosse revelado.[362][363]
- 30 de junho de 2020 – Merci Richey, uma mulher transgênero afro-americana de 22 anos, foi encontrada morta com múltiplos ferimentos de bala em um estacionamento em Dallas, Texas.[364] A polícia inicialmente prendeu Angelo Walker, mas o caso foi arquivado, pois ele não correspondia à descrição original do assassino fornecida por uma testemunha, nem seu DNA coincidiu com o coletado pela polícia.[365]
- 1 de julho de 2020 – Shakie Peters, uma mulher transgênero afro-americana de 32 anos, foi encontrada morta com ferimentos de bala em Amite City, Louisiana.[366] Ela foi vista pela última vez na companhia de Lynette Muse e Christopher Causey, que foram indiciados por um grande júri do Paróquia de St. Helena, Louisiana pelo assassinato.[367] Causey foi absolvido em um julgamento por júri em 2022. Muse se declarou sem contestação por homicídio culposo. Ela recebeu uma pena suspensa de 15 anos e foi ordenada a cumprir três anos de liberdade condicional em vez disso.[368]
- 3 de julho de 2020 – Bree Nuk Black, uma mulher transgênero afro-americana de 27 anos, foi assassinada em uma rua cheia de pessoas em Pompano Beach, Flórida.[369] Apesar de oferecer uma recompensa de US$ 10.000, o escritório do xerife do Condado de Broward não recebeu dicas viáveis de testemunhas dois anos após o assassinato.[370]
- 5 de julho de 2020 – Cherry Bush, uma mulher transgênero sem-teto de 48 anos, foi baleada e morta em Los Angeles. Seu suposto assassino foi acusado de crime de ódio.[371]
- 13 de julho de 2020 – O corpo de Marilyn Cazares, uma mulher transgênero latina de 22 anos, foi encontrado dentro de uma casa abandonada em Brawley, Califórnia. A polícia foi chamada ao local em resposta a um sofá em chamas. Segundo familiares, a morte de Cazares resultou de esfaqueamento.[372]
- 6 de agosto de 2020 – Um homem foi preso por assediar verbalmente e agredir fisicamente frequentadores de estabelecimentos LGBTQ em Madison, Wisconsin. Uma vítima de 34 anos ficou sangrando devido a um dos ataques, enquanto uma vítima de 41 anos sofreu ferimentos no braço.[373]
- 16 de agosto de 2020 – Eden Estrada, Jaslene Whiterose e Joslyn Flawless, todas mulheres transgênero, foram atacadas por três homens por volta das 2h na Calçada da Fama de Hollywood. O ataque foi transmitido ao vivo enquanto ocorria, e a polícia reconheceu o caso como crime de ódio.[374][375]
- 4 de outubro de 2020 – Daniela Hernandez, uma mulher transgênero latina de 42 anos, foi atacada enquanto estava sentada no Parque MacArthur [en] em Los Angeles. Ela relatou ter sido cercada por um grupo de quatro ou cinco homens, que usaram insultos antes de esfaqueá-la, cortar sua garganta e fugir.[376] Um homem de 24 anos, Donoban Fonseca, foi preso e acusado pelo ataque. Ele também foi acusado por dois ataques contra outra mulher transgênero não identificada no mesmo parque em 21 de agosto e 1 de setembro de 2020.[377]
- 17 de novembro de 2020 – Yunieski "Yuni" Carey, uma mulher transgênero cubana e modelo, foi esfaqueada por seu parceiro, Ygor Arruda Souza. A facada atingiu o rosto e o pescoço de Carey com uma faca e um garfo, enquanto ela descansava em sua cama após um dia de trabalho. Posteriormente, Arruda Souza confessou o crime, afirmando que esfaqueou Carey em um "ataque de ciúmes" porque ela planejava terminar o relacionamento.[378]
- 20 de novembro de 2020 – Asia Jynaé Foster, uma mulher transgênero afro-americana de 22 anos, foi encontrada morta com múltiplos ferimentos de bala em Houston, Texas, no Dia da Memória Transgênero. Jemal Tyrelle Richards foi preso pela Polícia de Houston em conexão com o assassinato em outubro de 2022.[379]
- 22 de dezembro de 2020 – O corpo de Timothy Paul Allen, um homem gay de 65 anos, pianista e motorista de entrega, foi encontrado em 23 de dezembro em Dallas. A polícia afirmou que ele morreu em 22 de dezembro após fazer uma entrega; ele foi encontrado baleado em seu carro. Em 5 de fevereiro de 2021, Tristin Howard, de 17 anos, e Qaulin Curlin, de 18 anos, foram presos e acusados de assassinato qualificado.[380]

#### 2021
- 11–12 de janeiro de 2021 – A detenta de Nova Jersey Rae Rollins, uma mulher transgênero de 25 anos, foi uma das muitas mulheres agredidas fisicamente durante os eventos de 11 e 12 de janeiro na Edna Mahan Correctional Facility for Women. Em uma ação judicial movida em março, Rollins afirmou que, em 18 de fevereiro, enquanto era preparada para transporte, solicitou que um oficial específico não estivesse envolvido. A ação de Rollins alegou que ela sofreu uma concussão após ser jogada contra uma parede logo após o pedido.[381] Após a ação ser protocolada, Rollins foi transferida para a Prisão Estatal em Trenton, Nova Jersey, sendo a primeira detenta feminina conhecida em uma unidade de detenção masculina conhecida em Nova Jersey.[382][383]
- 30–31 de janeiro de 2021 – Kaylie M. Harris, uma mulher lésbica de 21 anos com patente de soldado de primeira classe (PFC) no Exército dos Estados Unidos, onde servia como policial militar (MP) na 673ª Esquadra de Forças de Segurança, foi estuprada por um aviador não identificado da Força Aérea dos Estados Unidos após declarar publicamente sua orientação sexual no Facebook. Embora seu agressor tenha recebido ordem de não contatá-la após ela registrar a denúncia, ele não foi confinado, e ambos foram designados para o mesmo serviço na base de Anchorage, Alasca. Em 2 de maio, Harris tirou a própria vida.[384]
- 11 de março de 2021 – Uma mulher transgênero foi atacada por Johnny Moreno, de 23 anos, com um skate em Costa Mesa, Califórnia. Moreno atingiu a vítima repetidamente com seu skate e usou insultos homofóbicos durante o ataque. Posteriormente, Moreno ameaçou um transeunte que chamou a polícia para ajudar. Após o ataque, Moreno foi acusado de agressão com agravante de crime de ódio.[385]
- 18 de março de 2021 – O corpo de Aidelen Evans, uma mulher transgênero afro-americana de 24 anos, foi descoberto em Port Arthur, Texas. Sua família a viu pela última vez em fevereiro de 2021.[386] Conforme a investigação avançava, o caso foi transferido para a Polícia de Beaumont.[387]
- 20 de março de 2021 – Uma mulher transgênero de 32 anos foi esfaqueada durante uma tentativa de agressão sexual em Filadélfia, Pensilvânia.[388]
- 22 de março de 2021 – Um atirador disparou contra a casa de uma vítima não identificada com intenção de matar em Basin, Montana. A acusação contra John Russell Howard inclui que ele queria "se livrar das lésbicas e gays".[389][390]
- 23 de abril de 2021 – Iris Santos, uma mulher transgênero afro-americana de 22 anos, foi baleada do lado de fora de um Chick-fil-A em Montrose, Houston. A polícia admitiu que o crime não parece ter roubo como motivo, pois nada foi levado. O Crime Stoppers ofereceu uma recompensa de US$ 5.000 por informações que levassem à captura do assassino.[391]
- 11 de maio de 2021 – O corpo de Poe Black, também conhecido como Legion e Oliver Jackson, uma pessoa transgênero não binária de ascendência indígena mista de 21 anos,[392] foi encontrado no Canal de Coachella em Slab City, uma área não incorporada de Niland, Califórnia. Ele havia sido esfaqueado várias vezes.[393]
- 19 de maio de 2021 – O corpo de James Allen White, um homem gay de 55 anos, foi encontrado no campus do Paul Quinn College em Dallas. Ele estava desaparecido desde 22 de outubro de 2020.[394]
- 27 de maio de 2021 – Tristen Torrez, de 14 anos, foi atacado quando usava uma bandeira do orgulho no último dia de aulas na Defiance Middle School em Defiance, Ohio. O agressor jogou água em Torrez, que estava sentado com amigos, e depois o estrangulou e espancou. Como resultado do ataque, Torrez sofreu ferimentos leves.[395]
- 12 de junho de 2021 – Tierramarie Lewis, uma mulher transgênero afro-americana de 36 anos, foi baleada no bairro de Fairfax em Cleveland, Ohio. A polícia a levou ao hospital, onde ela morreu devido ao ferimento a bala.[396]
- 19 de junho de 2021 – April Burch, Krystal Cox e outras duas famílias que exibiam itens de apoio à comunidade LGBTQ do lado de fora de suas casas em Boone, Iowa encontraram notas manuscritas coladas em suas portas pedindo que "queimassem aquela bandeira gay". No caso de Burch, uma nota também foi colada no prédio que ela aluga como espaço comunitário, encontrada pelo proprietário do prédio em 16 de junho, que incluía insultos homofóbicos adicionais.[397] Robert Clark Geddes, de 25 anos, foi preso em 22 de junho.[398] Ele foi condenado com agravante de crime de ódio.[399]
- 5 de julho de 2021 – Um homem gay foi brutalmente atacado após ser atraído para um encontro pelo Grindr por Daniel Andrew McGee em Eugene, Oregon. A vítima sofreu com parte do couro cabeludo arrancado e foi internada devido ao ataque. McGee foi acusado de crime de ódio pelo ataque.[400]
- 17 de julho de 2021 – Taya Ashton, uma mulher transgênero afro-americana de 20 anos, foi assassinada em seu apartamento em Suitland, Maryland por seu namorado, DeAllen Price, quando ele descobriu que ela era transgênero. Price se declarou culpado por assassinato em segundo grau e uso de arma de fogo em crime violento em outubro de 2023. O juiz o condenou a 60 anos de prisão em 24 de janeiro de 2024, com 12 anos suspensos.[401][402]
- 20 de julho de 2021 – Um adolescente transgênero foi agredido em um parque por Travis Crawford em La Crosse, Wisconsin. Enquanto estava no parque com seu parceiro, também transgênero, a vítima foi abordada por Crawford. O suspeito dirigiu insultos homofóbicos a eles, depois socou e chutou a vítima.[403]
- 6 de agosto de 2021 – Um homem gay não identificado de 31 anos foi atacado em sua casa em Pompano Beach, Flórida por quatro[Nota 2] membros da família Makarenko, deixando-o cego. A família Makarenko acusou o homem de "tornar" o filho mais jovem gay; os suspeitos não foram acusados até 2022.[404]
- 13 de agosto de 2021 – Kylen Schulte e Crystal Turner [en], um casal lésbico casado, foi morto a tiros por Adam Pinkusiewicz; o motivo dos assassinatos é desconhecido.[405]
- 2 de setembro de 2021 – Dois homens não identificados foram brutalmente agredidos em uma bodega em Bushwick, Brooklyn, Brooklyn, por Christopher Clemente e Johnathan Carter. Ambas as vítimas foram internadas com múltiplos ferimentos por facadas e pulmões colapsados.[406]
- 20 de setembro de 2021 – Justin Wayne Dixon, um homem gay de 30 anos, foi baleado em Oak Lawn, Dallas no que a polícia acredita ter sido um roubo. Ele morreu no local.[407]
- 30 de setembro de 2021 – Kiér Laprí Kartier, uma mulher transgênero afro-americana de 21 anos, foi encontrada inconsciente, com um ferimento de bala, em um carro em Arlington, Texas.[408] Ela foi levada ao Hospital Memorial de Arlington; ela morreu devido aos ferimentos.[409]
- 24 de outubro de 2021 – Charlotte Osieczanek, uma mulher transgênero, foi atacada por três homens durante seu turno noturno em uma loja de conveniência. Osieczanek sofreu fraturas no nariz, ombro e ossos orbitais, além de contusões e abrasões pelo corpo. Os três homens foram eventualmente acusados por seus papéis no ataque.[410]
- 2 de novembro de 2021 – Jenny de Leon, uma mulher transgênero latina, foi encontrada assassinada em Tampa, Flórida. De Leon era frequentadora assídua de reuniões locais do PFLAG.[411]

#### 2022
- 17 de fevereiro de 2022 – Um homem gay de 60 anos foi amarrado e agredido com uma chave inglesa por Ethan Dickerson, seu vizinho, em Decatur, Illinois. Dickerson citou a sexualidade da vítima como motivo da agressão.[412]
- 8 de março de 2022 – Quatro adolescentes de New Ulm, Minnesota foram presos por conduta desordeira após dispararem uma SplatRBall SRB400 contra o ônibus que transportava a equipe de basquete da Escola Secundária de St. Peter após uma partida. Eles seguiram o ônibus em seus carros e, por duas vezes, cortaram a frente do veículo, forçando o motorista a frear bruscamente para evitar uma colisão. O incidente seguiu-se a vários jogos em que estudantes de New Ulm fizeram comentários homofóbicos de assédio contra Alex Bosacker, um jovem gay de 18 anos de St. Peter, em múltiplas partidas. Bosacker foi agredido durante vários jogos na quadra, quando um dos jogadores de New Ulm o beliscou repetidamente com força suficiente para deixar várias contusões em seu corpo.[413]
- 19 de março de 2022 – Um homem de 22 anos foi atacado enquanto viajava em um trem do metrô de Nova York. O suspeito cuspiu repetidamente na vítima e começou a agredi-la quando ela tentou se mover. A polícia afirmou que o agressor usou um insulto homofóbico durante a agressão.[414]
- 19 de março de 2022 – Um homem foi esfaqueado no abdômen após sair de uma loja de conveniência em Las Vegas. Dontay Gray confessou durante interrogatório, afirmando que comprou a faca apenas uma hora antes. Gray observava a vítima enquanto ela fazia compras na companhia de outro homem. Gray se definiu como "extremamente homofóbico" e declarou que, se fosse libertado, pretendia assassinar indivíduos LGBTQ.[415]
- 2 de abril de 2022 – Ariyanna Mitchell, uma garota trans de 17 anos, foi baleada e morta em uma festa em Hampton, Virgínia, supostamente por Jimmy Leshawn Williams, com um fuzil de assalto. Uma testemunha afirmou que Mitchell foi baleada após Williams perguntar se ela era "menino ou menina".[416]
- 17 de abril de 2022 – James Garcia, um homem gay, foi atacado enquanto passeava com seu cachorro por Maurice Charles, de 36 anos, em Fort Lauderdale, Flórida. Como resultado do ataque, Garcia precisou receber dez pontos.[417]
- 26 de abril de 2022 – Um indivíduo não identificado jogou uma pedra na porta de entrada do escritório do Pride Center VT. Até abril de 2022, o incidente permanecia sem solução e estava sendo investigado como crime de ódio.[418]
- 26 de maio de 2022 – DeeDee Hall, uma mulher transgênero afro-americana de 47 anos, morreu sob custódia policial em Dallas. A polícia respondeu a relatos de uma pessoa em crise de saúde mental; a família de Hall informou posteriormente que ela sofria do que chamaram de "transtorno bipolar e esquizofrenia". Inicialmente, os policiais tentaram acalmar Hall, mas, quando ela começou a se despir, usaram força para contê-la, incluindo a colocação de uma máscara de contenção, insistiram em usar pronomes masculinos para se referir a ela e fizeram piadas enquanto ela repetidamente dizia que estava com dificuldade para respirar. Hall foi declarada morta na chegada quando a ambulância finalmente chegou ao Baylor University Hospital.[419]
- 15 de junho de 2022 – Brazil Johnson, uma mulher transgênero afro-americana de 28 anos, foi encontrada baleada e morta em Milwaukee, Wisconsin.[420]
- 3 de julho de 2022 – Noah Ruiz, um homem transgênero de 20 anos, foi agredido por vários homens enquanto acampava em Camden, Ohio. Ruiz foi orientado a usar o banheiro feminino em um acampamento, apesar de se identificar como homem. Enquanto estava no banheiro, uma mulher o confrontou com raiva e saiu. Quando Ruiz deixou o banheiro, três homens se aproximaram e o agrediram.[421]
- 20 de julho de 2022 – Keshia Chanel Geter, uma mulher transgênero afro-americana de 26 anos, foi baleada fatalmente em um Knights Inn em Augusta, Geórgia. Jaquarie Allen, um homem de 22 anos, foi acusado do assassinato no dia seguinte.[422]
- 22 de julho de 2022 – A padaria e café UpRising de Corinna Bendel-Sac em Lake in the Hills, Illinois foi vandalizada por Joseph Collins, de 25 anos, após Bendel-Sac anunciar que a padaria sediaria um show de drag em 23 de julho. A padaria, seus funcionários e até seus clientes foram repetidamente assediados nas semanas anteriores ao vandalismo, resultando em perda de receita. Combinado com os danos à propriedade, Bendel-Sac foi forçada a fechar seu negócio em 31 de maio de 2023.[423] Collins foi acusado de crime de ódio.[424]
- 25 de julho de 2022 – Hayden Davis, uma mulher transgênero afro-americana de 28 anos, foi baleada fatalmente em Detroit. Testemunhas afirmaram que ela pulou de um veículo e seu assassino a baleou várias vezes enquanto ela tentava fugir.[425]
- 30 de julho de 2022 – Christian Peacock, um jovem gay de 17 anos, foi agredido fora de sua casa em Sandy, Utah. Seu agressor desferiu um único golpe na cabeça de Peacock, resultando em uma concussão e inchaço cerebral. O agressor saiu de seu veículo ao lado de outro adolescente, ambos fazendo comentários homofóbicos, antes de agredir Peacock.[426] O agressor foi acusado de agressão simples com agravante de crime de ódio e foi condenado em 5 de outubro de 2022, a primeira condenação desse tipo para um menor em Utah.[427]
- 27 de agosto de 2022 – Dede Ricks, uma mulher transgênero afro-americana de 33 anos de Ohio, foi baleada fatalmente em Detroit. Deontae Antoine Close, um homem afro-americano de 31 anos, foi preso no mesmo dia e acusado em conexão com o assassinato.[428]
- 29 de agosto de 2022 – Regina Allen, uma mulher transgênero afro-americana de 35 anos, foi baleada e morta em Milwaukee, Wisconsin. Em 28 de maio de 2024, Clayton Hubbird se declarou culpado por homicídio imprudente em primeiro grau.[429]
- 22 de setembro de 2022 – Um estudante de 13 anos da Rippon Middle School em Condado de Prince William, Virgínia foi acusado de agressão e crime de ódio após tentar forçar a retirada da máscara facial de outro colega enquanto usava um insulto homofóbico.[430]
- 8 de outubro de 2022 – Uma mulher transgênero que trabalhava na filial principal da Biblioteca Pública de Boise[431] foi agredida fisicamente perto do Parque Julia Davis [en] em Boise, Idaho por um homem que usou um insulto homofóbico. Um segurança seguiu o agressor, que tentou atingir o segurança com seu carro enquanto fugia. Em 12 de outubro, o mesmo agressor gritou uma ameaça anti-gay contra duas mulheres antes de dirigir seu carro em direção a elas. Ele não as atingiu, colidindo com outro carro antes de fugir da cena. Matthew Lehigh, de 31 anos, foi preso pelos incidentes na mesma tarde.[432] Lehigh confessou e foi acusado de incêndio criminoso pela queima de uma bandeira LGBTQ na casa de Brett Perry e John Michael Schert em 5 de outubro de 2022. Ele também confessou ter quebrado a janela do The Community Center, uma organização LGBTQ em Boise, em 3 de outubro.[433]
- 19–20 de novembro de 2022 – Um tiroteio em massa em uma boate gay em Colorado Springs, Colorado, deixou cinco mortos e 25 feridos.[434][435] Anderson Lee Aldrich se declarou culpado pelo tiroteio no Club Q e foi condenado a 55 penas de prisão perpétua sem liberdade condicional, além de uma pena de 190 anos de prisão, pela juíza distrital dos EUA Charlotte N. Sweeney em 18 de junho de 2024.[436]
- 19 de dezembro de 2022 – Um homem de 52 anos foi agredido fisicamente e empurrado contra um carro na rua por um membro dos Guardians of Divinity quando pediu ao grupo que parasse suas ações. O grupo estava presente no vestíbulo do prédio de apartamentos do vereador Erik Bottcher. A vítima da agressão era um dos vizinhos de Bottcher no prédio. O apartamento de Bottcher também foi vandalizado durante o incidente.[437]

#### 2023
- 18 de janeiro de 2023 – O corpo de KC Lee Johnson, uma mulher transgênero de 27 anos, foi encontrado às margens do rio Savannah na Geórgia. Johnson havia sido reportada como desaparecida em 14 de janeiro. William Haven Hicks foi preso pelo sequestro e subsequente assassinato de Johnson.[438]
- 7 de fevereiro de 2023 – O corpo de DeAndre Matthews, um jovem gay afro-americano de 19 anos que estudava justiça criminal no SUNY Broome Community College, foi encontrado nos trilhos de um pátio ferroviário em Flatbush com um ferimento de bala na cabeça e sinais de queimaduras. Seus pulmões apresentavam sinais de inalação de fumaça. Isiah Baez, de 19 anos, e Remy McPrecia, de 24 anos, foram acusados pelo assassinato.[439]
- 20 de fevereiro de 2023 – Câmeras de segurança gravaram uma mulher ateando fogo a uma bandeira do orgulho pendurada na fachada do bistrô Little Prince em SoHo.[440] Angelina Cando, de 30 anos, foi presa e acusada de incêndio criminoso, dano criminal e imprudência perigosa como crime de ódio.[441]
- 26 de fevereiro de 2023 – Cashay Henderson, uma mulher transgênero afro-americana de 33 anos, foi encontrada baleada e morta em sua casa em Milwaukee, Wisconsin, que havia sido incendiada. A Polícia de Milwaukee acusou Cordell Howze pelo assassinato e incêndio criminoso. Ele foi considerado culpado em 10 de junho de 2024.[442]
- 25 de março de 2023 – Aimenn Penny, membro do White Lives Matter, jogou coquetéis molotov na Igreja Comunitária de Chesterland em Chesterland, Ohio, chamuscando sua porta de entrada. Em outubro de 2023, ele se declarou culpado por tentar incendiar a igreja, porque ela planejava sediar dois shows de drag.[443][444]
- 5 de abril de 2023 – Um homem de 44 anos foi socado e esfaqueado em Hell's Kitchen, Manhattan por um grupo que gritava insultos homofóbicos.[445]
- 8 de abril de 2023 – Um casal gay foi atacado em Times Square, necessitando de tratamento médico no Hospital Mount Sinai. Um dos membros do casal afirmou que havia pelo menos quatro agressores e que ninguém parou para ajudá-los. Ele também relatou que os agressores gritaram insultos homofóbicos durante o ataque. Um dos homens precisou de uma placa de metal para reparar sua mandíbula fraturada.[446]
- Abril de 2023 – Um cliente gay em um bar no Condado de Ulster, Nova York foi agredido fisicamente e ameaçado com um estilete por Shayne Wilber, de 31 anos, de Woodstock, Nova York. Wilber gritou insultos homofóbicos contra a vítima e admitiu em sua confissão que atacou com base na orientação sexual da vítima.[447]
- 1 de junho de 2023 – Ashia Davis, uma mulher transgênero afro-americana de 34 anos, foi baleada fatalmente no Woodward Inn em Detroit. Um jovem de 18 anos, Carlos Lamar Scotland, foi preso e acusado de assassinato em primeiro grau, entre outras acusações, em 12 de março de 2024.[448]
- 4 de junho de 2023 – Um cliente na fila para entrar no Fountain Haus em Kansas City, Missouri, um local amigável à comunidade LGBTQ, foi baleado com uma espingarda de chumbinho. Segundo um e-mail enviado pelo gerente do Haus a outros negócios locais, o atirador mirou na fila inteira que aguardava para entrar no local.[449]
- 17 de junho de 2023 – Josilyn Ruiz e Brandy Escamilla, um casal lésbico casado, foram baleadas e mortas em um tiroteio em massa perto do Anfiteatro Gorge [en] no Condado de Grant, Washington, enquanto participavam do Beyond Wonderland. Outras três pessoas foram feridas pelo suposto atirador, o especialista do Exército dos EUA James M. Kelly,[450] incluindo sua namorada. A polícia feriu Kelly ao prendê-lo. Relatos iniciais indicaram que Kelly informou à polícia que havia consumido cogumelos psicodélicos antes do incidente.[451]
- 18 de junho de 2023 – Michael Drennan e Matthew Kisner foram atacados ao desembarcar do New Mexico Rail Runner em Albuquerque, Novo México, com sua filha pequena no Dia dos Pais. Jordan Salazar, de 26 anos, dirigiu insultos homofóbicos aos três, perseguiu-os ao deixarem o trem e atingiu um dos homens com um cabo de vassoura de metal.[452]
- 30 de junho de 2023 – Jacob Williamson, um homem transgênero de 18 anos, foi mutilado e assassinado. Williamson foi visto pela última vez saindo de seu trabalho com um homem com quem conversava online há cerca de um mês. Eles supostamente iriam a um encontro em um parque de diversões a várias horas de distância. Seu corpo foi finalmente recuperado perto de uma estrada em 4 de julho.[453]
- 8 de julho de 2023 – Greg Breidenbach, um homem gay, foi atacado por dois homens que gritaram insultos contra ele. O ataque deixou-o com ossos quebrados no olho esquerdo, cavidade sinusal esquerda e bochecha esquerda.[454]
- 28 de julho de 2023 – Jasmine Adams, uma mulher bissexual afro-americana de 35 anos, foi agredida com spray de pimenta, arrastada pelos cabelos e chutada na cabeça por um funcionário masculino do West Brighton Deli Grocery & Grill ao tentar comprar maconha. O funcionário chamou Adams de travesti antes da agressão, e, embora tenha sido demitido, a loja supostamente se recusou a identificá-lo para a polícia.[455]
- 29 de julho de 2023 – O'Shae Sibley [en], um homem gay de 28 anos, foi esfaqueado e posteriormente morreu fora de um posto de gasolina em Brooklyn, Nova York. O suspeito responsável pelo esfaqueamento foi identificado como um jovem de 17 anos, que se entregou à polícia em 4 de agosto de 2023, e foi posteriormente acusado de assassinato em segundo grau como crime de ódio.[456]
- 17 de agosto de 2023 – Uma mulher de 22 anos foi apalpada e depois socada por um homem que fez comentários homofóbicos em um metrô de Brooklyn.[457]
- 18 de agosto de 2023 – Laura Ann Carleton [en], dona de uma loja em Lake Arrowhead, Califórnia e aliada da comunidade LGBTQ, foi baleada e morta, supostamente por Travis Ikeguchi, que se opôs à exibição de uma bandeira do orgulho em seu negócio.[458][459]
- 25 de agosto de 2023 – Uma mulher de 23 anos foi estrangulada e socada no trem Q em Nova York por um homem usando linguagem homofóbica. O suposto agressor, Richard Taylor, declarou-se não culpado. A agressão foi acusada como crime de ódio.[460]
- 28 de agosto de 2023 – Uma mulher de 52 anos foi socada por um estranho que dirigiu insultos homofóbicos enquanto corria em Manhattan, Nova York.[461]
- 15 de setembro de 2023 – Um homem de 72 anos foi atacado por quatro indivíduos em Manhattan, que o socaram, chutaram e quebraram sua mandíbula enquanto gritavam insultos homofóbicos.[462]
- 29 de outubro de 2023 – Um estudante da UCLA foi baleado logo abaixo do olho por um homem empunhando uma espingarda de chumbinho e gritando um insulto homofóbico do banco traseiro de um sedã branco de quatro portas.[463]
- 30 de outubro de 2023 – Bombeiros em Decatur, Geórgia atenderam ao incêndio no Edifício Blair, uma estrutura listada no Registro Nacional de Lugares Históricos, que abriga vários provedores médicos, incluindo a clínica de cuidados de afirmação de gênero QMed. O incêndio criminoso está sendo investigado pelo FBI como crime de ódio.[464][465]
- 14 de novembro de 2023 – Amigos Amiri Reid, uma mulher transgênero, e Kejuan Richardson, um homem gay, ambos de 21 anos, foram baleados na cabeça enquanto dirigiam por sua cidade natal, Toledo, Ohio.[466]
- 26 de novembro de 2023 – O corpo de Bernardo Pantaleon, um homem gay de 30 anos, foi encontrado perto de um parque em Phoenix. Pantaleon foi torturado, assassinado e mutilado. Os suspeitos de seu assassinato também enviaram fotos de seu corpo mutilado para sua família.[467]
- 26 de novembro de 2023 – Três mulheres, identificadas como duas lésbicas e uma transgênero, foram atacadas ao deixar um evento em Wynwood, Flórida. Uma das mulheres foi socada até perder a consciência. Os agressores gritaram comentários anti-lésbicas contra o grupo antes de agredi-las fisicamente.[468]
- 29 de novembro de 2023 – Savannah Ryan Williams, uma mulher transgênero de 38 anos, foi encontrada morta com um ferimento de bala na cabeça. Damarean Kaylon Bible confessou na prisão do Condado de Hennepin, Minnesota que matou Williams no centro de Minneapolis após terem relações sexuais. Ele foi acusado de assassinato em segundo grau e agendado para uma audiência em 9 de janeiro de 2024.[469]
- 18 de dezembro de 2023 – James Pence foi falsamente preso por "causar distúrbio" após a polícia de St. Louis, Missouri, colidir seu SUV contra o bar que ele co-possui com seu marido em Carondelet, o Bar:PM, quando o casal desceu de seu apartamento no andar superior para ver o que havia acontecido. A prisão ocorreu após Pence questionar a intenção do policial de deixar a cena sem registrar um relatório.[470] Outro policial chegou ao local e prendeu o marido de Pence, co-proprietário Chad Morris, em 22 segundos após sua chegada por "agredir um policial". Morris deixou a custódia policial com um olho roxo, arranhões no rosto e contusões graves, conforme relatado por seu advogado, "por todo o corpo".[471]
- 24 de dezembro de 2023 – Amber Minor, uma mulher transgênero afro-americana de 40 anos, foi encontrada baleada fatalmente em uma entrada de garagem em Raytown, Missouri.[472][473]

#### 2024
- 1 de janeiro de 2024 – Marcos Lugo / Kitty Monroe, uma pessoa sem-teto latino-americana de 43 anos e gênero fluido,[Nota 3] que usava tanto seu nome de nascimento, Marcos, quanto o nome Kitty, e pronomes de ambos os gêneros, foi morta em um atropelamento. Um casal agrediu-o/a com uma pistola e depois o/a atropelou com sua caminhonete.[474][475]
- 26 de janeiro de 2024 – Sasha Williams, uma mulher transgênero de 36 anos, foi esfaqueada e morta em Las Vegas. Hassan Howard, de 20 anos, foi preso pelo crime.[476]
- 2 de fevereiro de 2024 – África Parrilla García, uma mulher transgênero afro-americana sem-teto de 25 anos, foi assassinada em Santurce, San Juan, Porto Rico. Ela foi baleada várias vezes, e há indícios de que ela pode ter trabalhado como profissional do sexo.[477]
- 2 de fevereiro de 2024 – John Walter Lay, um homem gay de 52 anos, foi baleado enquanto passeava com seu cachorro no West Dog Park em Tampa, Flórida.[478]
- 7 de fevereiro de 2024 – Nex Benedict, um estudante não-binário de 16 anos, foi espancado por três meninas mais jovens no banheiro feminino da Owasso High School, levando à sua morte. Segundo sua mãe e amigos, ele sofreu bullying de outros estudantes devido à sua identidade de gênero por mais de um ano antes de sua morte.[479]
- 26 de fevereiro de 2024 – Reyna Hernandez, uma mulher transgênero latina de 54 anos e dona de um negócio, desapareceu em Renton, Washington.[480] Seu corpo foi encontrado em 8 de março de 2024, em Mexicali,[481] baleada fatalmente. A polícia no México prendeu seu marido de 61 anos, Louie "Alex" Hernandez, por acusações não relacionadas, mas suspeita que ele seja o responsável pelo assassinato.[482]
- 28 de fevereiro de 2024 – Righteous Torrence Hill, um empresário transgênero afro-americano de 35 anos, também conhecido como T.K. e Chevy, foi baleado dentro de sua casa em East Point, Geórgia. Ele morreu em 29 de fevereiro de 2024, durante uma cirurgia. Nenhuma prisão foi realizada.[483]
- 1 de março de 2024 – Um homem de 27 anos foi atacado em um trem do metrô de Nova York ao chegar à Penn Station. O agressor gritou insultos homofóbicos antes de sacar uma faca. Quando a vítima levantou a mão esquerda para se defender, o atacante a cortou.[484]
- 9 de março de 2024 – Uma mulher transgênero afro-americana de 29 anos foi empurrada na frente de um trem do metrô que se aproximava na estação Fulton Street.[485] Seu namorado, Christian Valdez, de 35 anos, foi acusado de tentativa de assassinato em segundo grau e agressão em primeiro grau.[486] Ambas as pernas da mulher tiveram que ser amputadas após ela ser levada às pressas para o hospital.[487]
- 16 de março de 2024 – Diamond Cherish Brigman, uma mulher transgênero afro-americana de 36 anos, foi baleada fatalmente várias vezes em Houston.[488] Walter Daniel Saravia Palacios foi preso e acusado de seu assassinato em 29 de maio de 2024.[489]
- 17 de março de 2024 – Alex Taylor Franco, um homem transgênero de 21 anos, foi baleado e morto em Taylorsville, Utah.[490]
- 21 de março de 2024 – Meraxes Medina, uma mulher transgênero latina de 24 anos que trabalhava como maquiadora na Universal Studios, foi baleada fatalmente em Los Angeles.[491] A polícia indicou que acredita que Medina trabalhava como trabalhadora sexual no bairro onde foi morta.[492]
- 3 de abril de 2024 – Tee Arnold, um homem transgênero afro-americano de 36 anos, também conhecido como Lagend Billions, foi baleado em Hallandale Beach, Flórida. Ele foi levado ao HCA Florida Aventura Hospital, onde morreu em 7 de abril de 2024. Ele havia postado nas redes sociais em 1 de abril que alguém ofereceu dinheiro por sua morte.[493]
- 3 de abril de 2024 – River Nevaeh Goddard, uma pessoa não-binária de 17 anos, foi encontrada morta em Stow, Massachusetts, na casa de seu namorado, Shane Curry, de 20 anos, que posteriormente admitiu à polícia que esfaqueou Goddard várias vezes com uma espada. Goddard estava desaparecide desde abril de 2022.[494]
- 19 de abril de 2024 – Starr Brown, uma mulher transgênero afro-americana de 28 anos, foi encontrada morta com um ferimento de bala perto da Scenic Hills Elementary School em Memphis, Tennessee.[495] Em 28 de abril de 2024, seu colega de trabalho, Alexavier Williamson, teria confessado o assassinato,[496] embora a polícia não tenha revelado o motivo.[497]
- 23 de abril de 2024 – Andrea Doria Dos Passos, uma mulher transgênero sem-teto de 37 anos, estava dormindo do lado de fora do Miami City Ballet em Miami Beach, Flórida, quando, por volta da meia-noite, foi espancada até a morte com um cano por Gregory Gibert. Por volta das 7h, um trabalhador do balé encontrou o corpo de Dos Passos em uma poça de sangue, com lacerações no rosto e dois gravetos violentamente inseridos em suas narinas. Um exame posterior encontrou uma ferida perfurante no peito de Dos Passos.[498]
- 1 de maio de 2024 – O corpo de Darri Moore, uma mulher transgênero afro-americana de 23 anos, foi descoberto por trabalhadores na Tower Rock Stone em Ste. Genevieve, Missouri. Seu corpo apresentava sinais graves de decomposição.[499]
- 3 de maio de 2024 – Kita Bee, uma mulher transgênero afro-americana de 46 anos, foi morta em um atropelamento em Kansas City, Missouri.[500]
- 6 de maio de 2024 – Jazlynn Johnson, uma mulher transgênero de 18 anos, foi baleada fatalmente por seu amigo de 17 anos em Las Vegas. O garoto inicialmente relatou o tiroteio aos pais como um acidente, mas a polícia encontrou evidências sugerindo que ele pretendia matar Johnson.[501]
- 7 de maio de 2024 – Tayy Dior Thomas, uma mulher transgênero afro-americana de 17 anos de Mobile, Alabama, foi baleada 18 vezes, supostamente por seu namorado de um ano, Carl Mitchell Washington, Jr., que está atualmente detido sem fiança.[502]
- 13 de maio de 2024 – Dois homens agrediram uma pessoa não-conforme de gênero de 33 anos fora de sua casa em Williamsburg, Brooklyn. Eles a atingiram na cabeça com um cano de metal antes de fugir. Os agressores fizeram comentários depreciativos e teriam perguntado à vítima se ela era mulher antes da agressão. Um menino de 13 anos em Brooklyn foi preso como um dos dois agressores.[503]
- 15 de maio de 2024 – Reginald Folks, um homem afro-americano de 35 anos que trabalhava como motorista de Lyft, foi baleado fatalmente por seu passageiro, o ex-policial de Atlanta Koby Minor. Minor alegou que Folks tentava sequestrá-lo, afirmando a uma mulher que parou após ver Minor acenando freneticamente pela janela traseira quebrada que Folks fazia parte de uma "fraternidade gay". Minor estava de licença do Departamento de Polícia de Atlanta desde dezembro de 2023 e renunciou ao cargo após sua prisão em 17 de maio.[504]
- 15 de maio de 2024 – Michelle Henry, uma mulher transgênero afro-americana de 25 anos, foi morta por estrangulamento manual após ser esfaqueada várias vezes.[505] Seu corpo foi encontrado fora de uma residência particular em San Francisco, e embora a polícia tenha prendido um suspeito, declarou que a investigação permanece aberta e em andamento.[506]
- 28 de maio de 2024 – Jack Calos, um homem gay de 25 anos, foi socado na testa enquanto ia para o trabalho na Linha Verde em Boston. O agressor fez um comentário homofóbico como justificativa para a agressão após atacar Calos.[507]
- 30 de maio de 2024 – Cobalt Sovereign, uma mulher transgênero de 17 anos em Minnetonka, Minnesota, foi agredida na escola. Sovereign usou o banheiro masculino devido aos banheiros inclusivos de gênero na Hopkins High School estarem frequentemente ocupados e localizados de forma inconveniente. Sovereign relatou que um garoto no banheiro olhou por cima do box e a chamou com um insulto homofóbico. Ela disse que então se levantou do box e saiu para confrontá-lo verbalmente. "Ele não tinha motivo para ter algo contra mim, nunca falei com ele, nunca fiz nada negativo contra ele," disse Sovereign. "Fui insultada e, eventualmente, atingida na mandíbula." Sovereign afirmou que a Hopkins High School tem banheiros neutros em termos de gênero, mas que não tentou usá-los no dia da suposta agressão porque geralmente estão ocupados ou fora do caminho. "Eu prefiro me sentir desconfortável do que fazer outras pessoas se sentirem desconfortáveis usando o banheiro feminino," disse ela. O Departamento de Polícia de Minnetonka não respondeu imediatamente a um pedido de comentário.[508]
- 23 de junho de 2024 – Pauly Likens, uma garota transgênero de 14 anos da Pensilvânia, foi assassinada por traumatismo cortante no pescoço, e seu corpo foi desmembrado. Seu suposto assassino foi acusado de assassinato em primeiro grau, abuso de cadáver, agressão agravada e adulteração de evidências. A Pensilvânia atualmente não possui uma lei de crime de ódio. O governador Josh Shapiro defendeu a expansão das leis para cobrir indivíduos LGBTQ+ após sua morte.[509][510][511]

#### 2025
- Fevereiro de 2025 – Sam Nordquist [en], um homem transgênero de 24 anos de Minnesota, foi morto após ser sequestrado, estuprado e torturado por mais de um mês. O promotor de justiça do Condado de Ontario afirmou que não havia evidências de que o assassinato fosse um crime de ódio, declarando que "os agressores se conheciam, eram identificados como LGBTQ+, e pelo menos um dos réus vivia com Sam no período que antecedeu o crime".[512] A GLAAD, a maior organização de defesa LGBTQ do país, instou os promotores de Nova York a buscar acusações de crime de ódio. Em um comunicado à imprensa, eles afirmaram: "Embora estejamos encorajados em ver a aplicação da lei agir rapidamente para investigar este ato horrível, alertamos os investigadores contra descartar acusações de crime de ódio," aconselhando que "o ódio anti-LGBTQ pode ser perpetuado por qualquer pessoa, independentemente de sua relação com a vítima ou de sua própria identidade de gênero ou orientação sexual".[513]
- 1 de junho de 2025 – Jonathan Joss, foi abordado por um vizinho que supostamente gritou insultos homofóbicos contra ele antes de atirar e matá-lo.[514]